# Москва в период Российской империи
Москва в период Российской империи не являлась столицей государства, за исключением кратковременного периода с 1728 по 1732 год, однако не теряла статус «второй столицы» и «первопрестольной столицы» России, так как в московском Кафедральном патриаршем соборе Успения Пресвятой Богородицы проводилась коронация российских монархов. Москва оставалась важным экономическим, культурным и торговым центром Российской империи.
В 1762 году был провозглашён Манифест о вольности дворянства, в результате чего в XVIII — начале XIX века Москва являлась центром притяжения виднейших представителей российской знати. Также в Москве находился ряд важнейших государственных органов и учреждений Российской империи.

## Русское царство

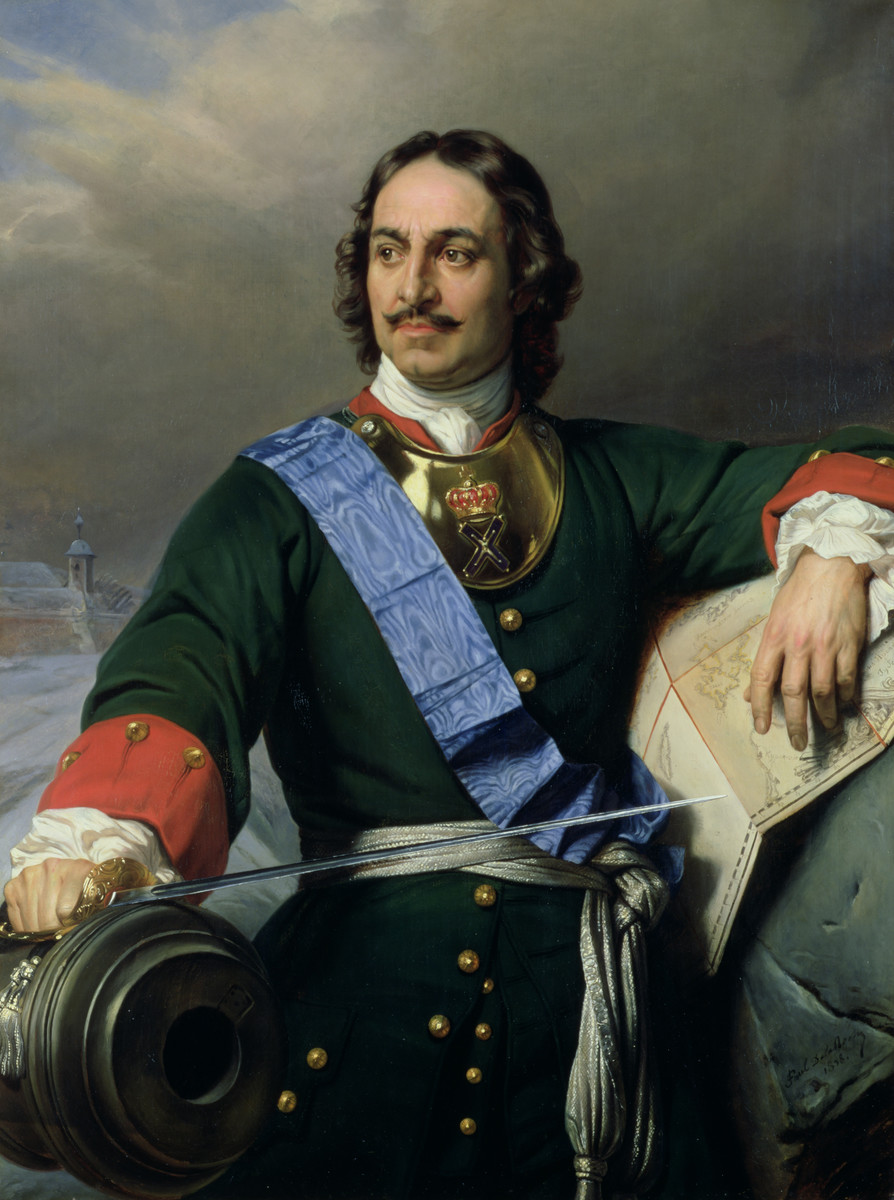
Поль Деларош. Портрет Императора Всероссийского Петра I Алексеевича Великого. 1838 год

### Пётр I Алексеевич
Москва являлась столицей Русского государства (в 1547—1721 годах официально именовавшемся Русским царством) с 1478 года. В 1712 году, по распоряжению Государя, Царя и Великого князя всея Руси Петра I Алексеевича, прозванного Великим, столица страны перенесена в строящийся Санкт-Петербург.
Даже после переноса столицы в Санкт-Петербург, Москва оставалась крупнейшим экономическим, культурным и торговым центром страны. В городе развивалась крупная промышленность, значительное развитие в Москве получила текстильная промышленность, одним из крупнейших предприятий стал Суконный двор.
В 1700 году булыжные мостовые начали постепенно вытеснять старые, деревянные.
В первой четверти XVIII века в Москве было положено начало светскому образованию. В 1701 году были открыты Школа математических и навигационных наук и Артиллерийская школа, в 1707 году — Медицинское училище, в 1712-м — Инженерная школа.
Что касается культуры, то в 1702 году в Москве был открыт первый в Российской империи публичный театр. 13 января 1703 года начала выходить первая в стране газета — «Ведомости».
Указ от 28 января 1704 года положил начало городскому благоустройству. Указом предписывалось застраивать Кремль и Китай-город исключительно каменными домами и размещать их вдоль улиц и переулков, а не внутри дворов, как это происходило до принятия этого указа.

## Российская империя

### Пётр I Алексеевич
Кроме экономического и культурного значений, Москва приобрела и колоссальный политический вес, благодаря тому, что в ней были расположены центральные государственные органы.

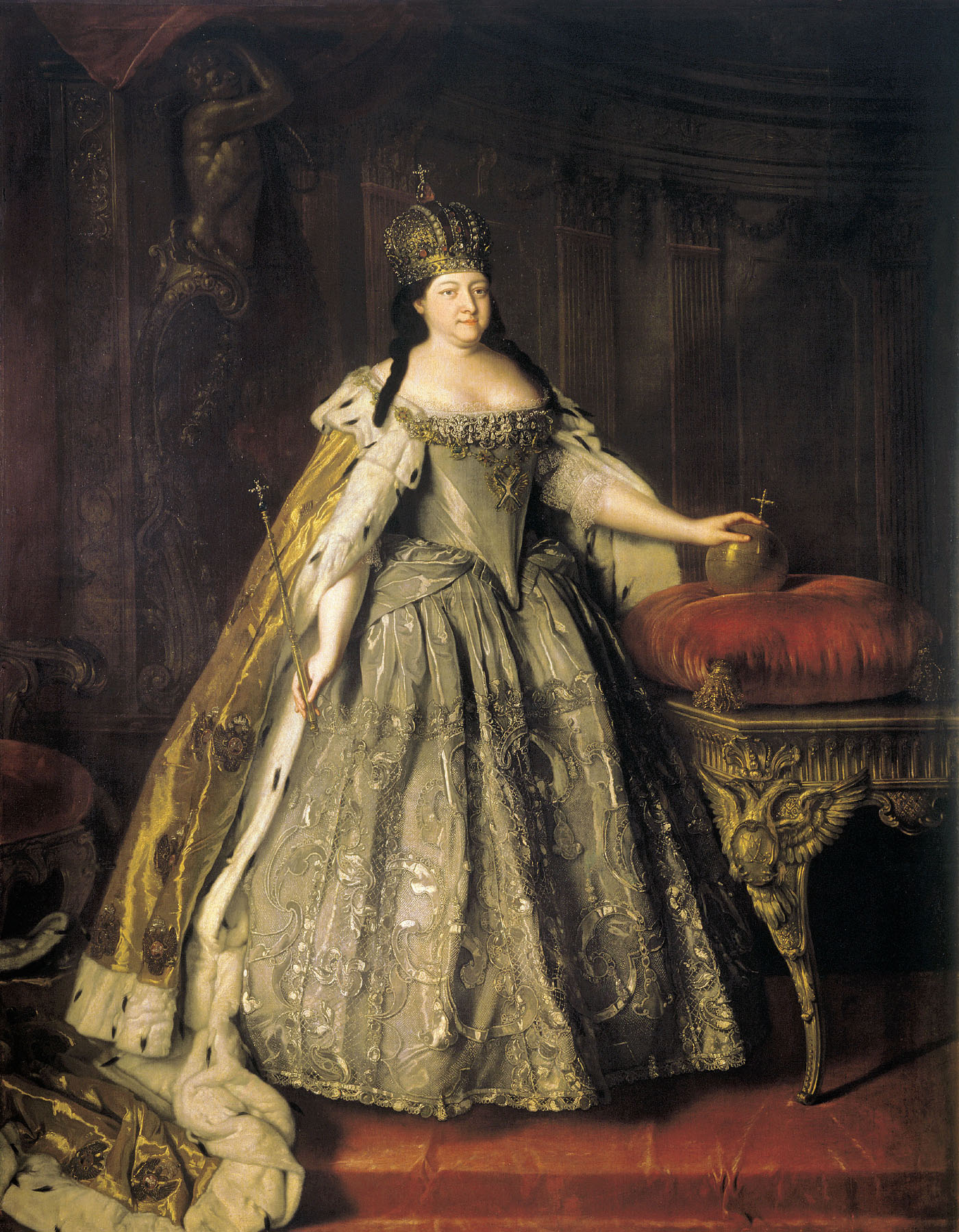
Луи Каравак. Портрет Императрицы Всероссийской Анны Иоанновны. 1730 год

### Анна Иоанновна
Указом «О сдѣланiи для освѣщенiя въ зимнее время въ Москвѣ стеклянных фонарей» от 27 ноября 1730 года было положено начало уличному освещению. В городе начали появляться фонари с фитилями, пропитанными конопляным маслом.

#### Пожар

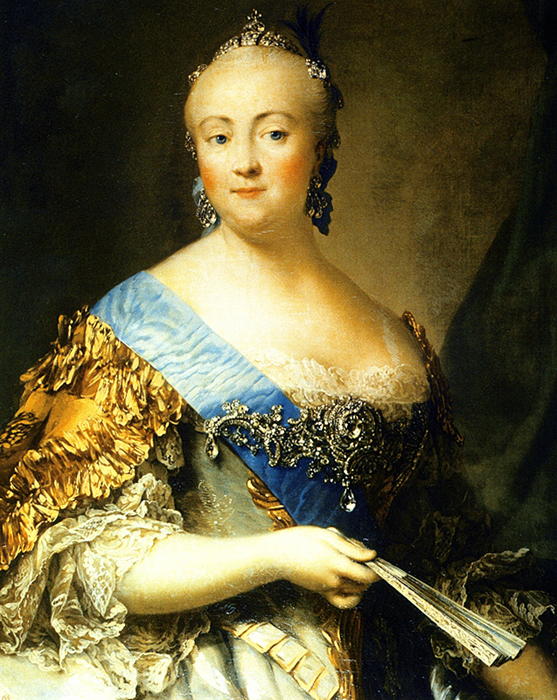
Виргилиус Эриксен. Портрет Императрицы Всероссийской Елизаветы Петровны. 1757 год

9 июня 1737 года начался Троицкий пожар, именовавшийся Великим до пожара 1812 года. В результате пожара сгорело около четверти построек в городе: 12 000 дворов, 2500 домов, около 500 лавок, более 70 церквей и монастырей, 40 приказов. Погибло 94 человека. Ущерб от пожара оценивается в 400 000—1 200 000 рублей того времени.

### Елизавета Петровна
Население города сильно увеличилось за счёт крестьян, ставших в городе рабочими. По этой причине к середине XVIII века территория Москвы значительно расширилась и её площадь увеличилась до 8698 гектаров (или 86,98 квадратных километров). Новой городской границей стал Камер-Коллежский вал длинной 32 версты (или 34,1376 километра).
23 января 1755 года Императрицей Всероссийской Елизаветой Петровной подписан указ «Объ учрежденiи Московскаго университета и двухъ гимназiй», согласно которому учреждался первый в России университет — Московский (ныне — федеральное государственное бюджетное образовательное учреждение высшего образования «Московский государственный университет имени Михаила Васильевича Ломоносова»).

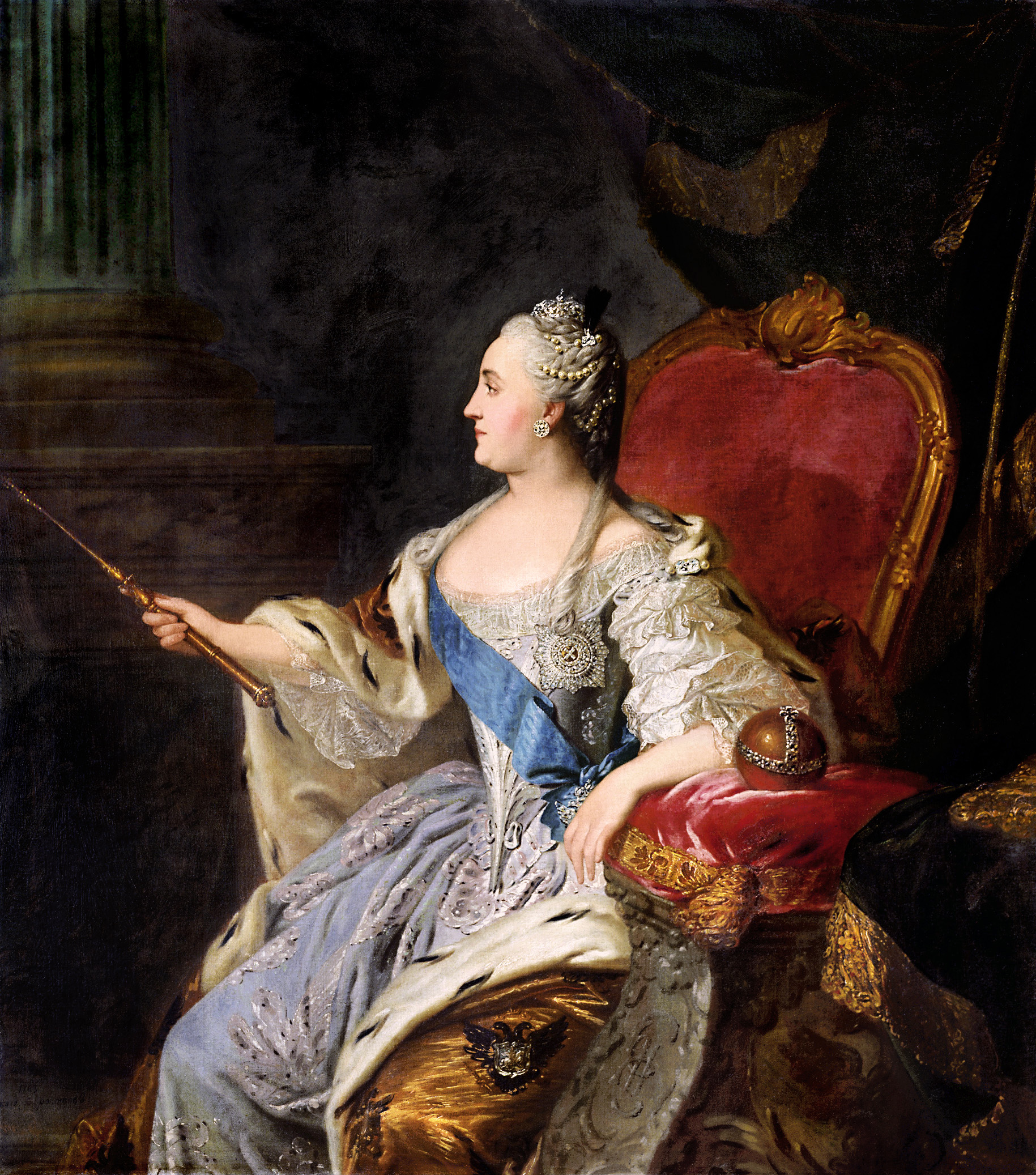
Фёдор Степанович Рокотов. Портрет Императрицы Всероссийской Екатерины II Алексеевны. 1763 год

### Екатерина II Алексеевна

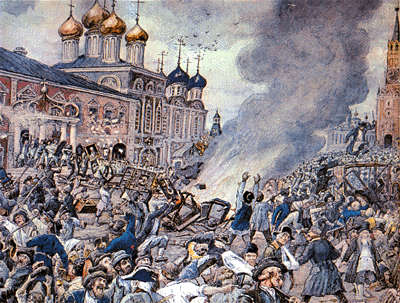
Эрнест-Николай-Иоганн Эрнестович Лиссер. Чумной бунт. 1930-е годы

#### Чумной бунт
В конце 1770 года, в результате русско-турецкой войны 1768—1774 годов в Российскую империю попала чума, вызвавшая эпидемию. Власти ввели противоэпидемиологические меры, но рядом из них народ оказался недоволен: организацией карантинов, запретом на переодевание и похороны при церквях умерших, закрытие общественных бань и тому подобными.
Собственно, поводом к началу бунта стало решение архиепископа Московского Амвросия ликвидировать скопление людей у Боголюбской иконы Божией Матери у Варварских ворот Китайгородской стены, возле которой несколько дней шли молебны об избавлении от эпидемии.
26 сентября бунтовщики разграбили Чудов монастырь в Кремле.
27 сентября был взят приступом Донской монастырь и убит Амвросий. Далее толпа начала громить карантинные дома, лазареты и больницы. Генерал-поручик Пётр Дмитриевич Еропкин ввёл войска в город, благодаря чему бунтовщики были вытеснены с территории Кремля.
28 сентября Еропкин получил командование над 12-м пехотным Великолуцким полком Русской императорской армии. Он приказал выставить пушки и защитные отряды на Москворецких, Владимирских и Боровицких воротах.
По сообщениям Еропкина, было убито около 100 человек, арестовано 313, казнено четверо. По сообщению очевидца — просветителя и путешественника, надворного советника Фёдора Васильевича Каржавина, — было убито около тысячи человек.

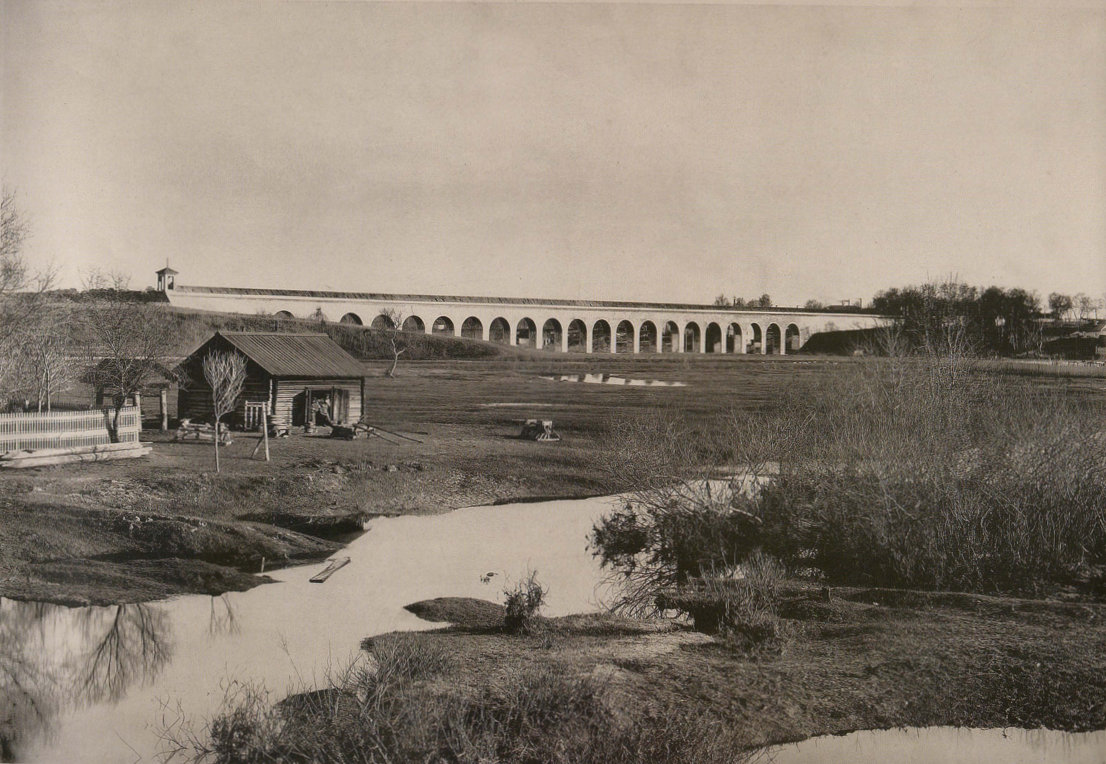
Ростокинский акведук. Фотография 1890-х годов.

#### Мытищинский водопровод
До постройки Мытищинского водопровода в Москве наблюдалась острая нехватка питьевой воды. Основным источником питьевой воды являлись река Москва и некоторые её притоки, однако, те были сильно загрязнёнными. К началу XVIII века в городе было более 800 прудов, но жители сливали в них отходы, не желая платить за их вывоз. Таким образом, лишь колодезная вода была пригодна для питья. Было вырыто около 5000 колодцев, но подавляющее большинство среди них располагалось в усадьбах, и жителям приходилось платить и за воду, и за услуги водоносов. Ко второй половине века на весь город оставалось лишь три колодца с пригодной для питья водой: Адроньевский, Трёхгорный и Преображенский. После эпидемии чумы значительная часть водоносов вовсе погибла, что крайне обострило ситуацию. Жители обратились к императрице с просьбой провести им «хорошую воду».
Указом от 28 июля 1779 года Екатерина II выделила 1 100 000 рублей автору проекта Мытищинского водопровода — генерал-квартирмейстеру Фридриху Вильгельму Бауеру, а также поручила главнокомандующему в Москве, князю, генерал-аншефу Михаилу Никитичу Волконскому ежедневно выделять 400 солдат на строительные работы. Однако, из-за русско-турецкой войны 1787—1791 годов строительство затянулось и было закончено лишь в 1805 году.

#### Жалованная грамота городам
В 1785 году Екатерина II подписала «Грамоту на права и выгоды городамъ Россiйской имперiи» — законодательный акт, согласно которому во всех городах страны учреждались выборные городская и шестигласная думы, вводилась должность городского головы.
Кроме того, общество было разделено на шесть категорий, для каждой из которой были предусмотрены свои привилегии и обязательства.

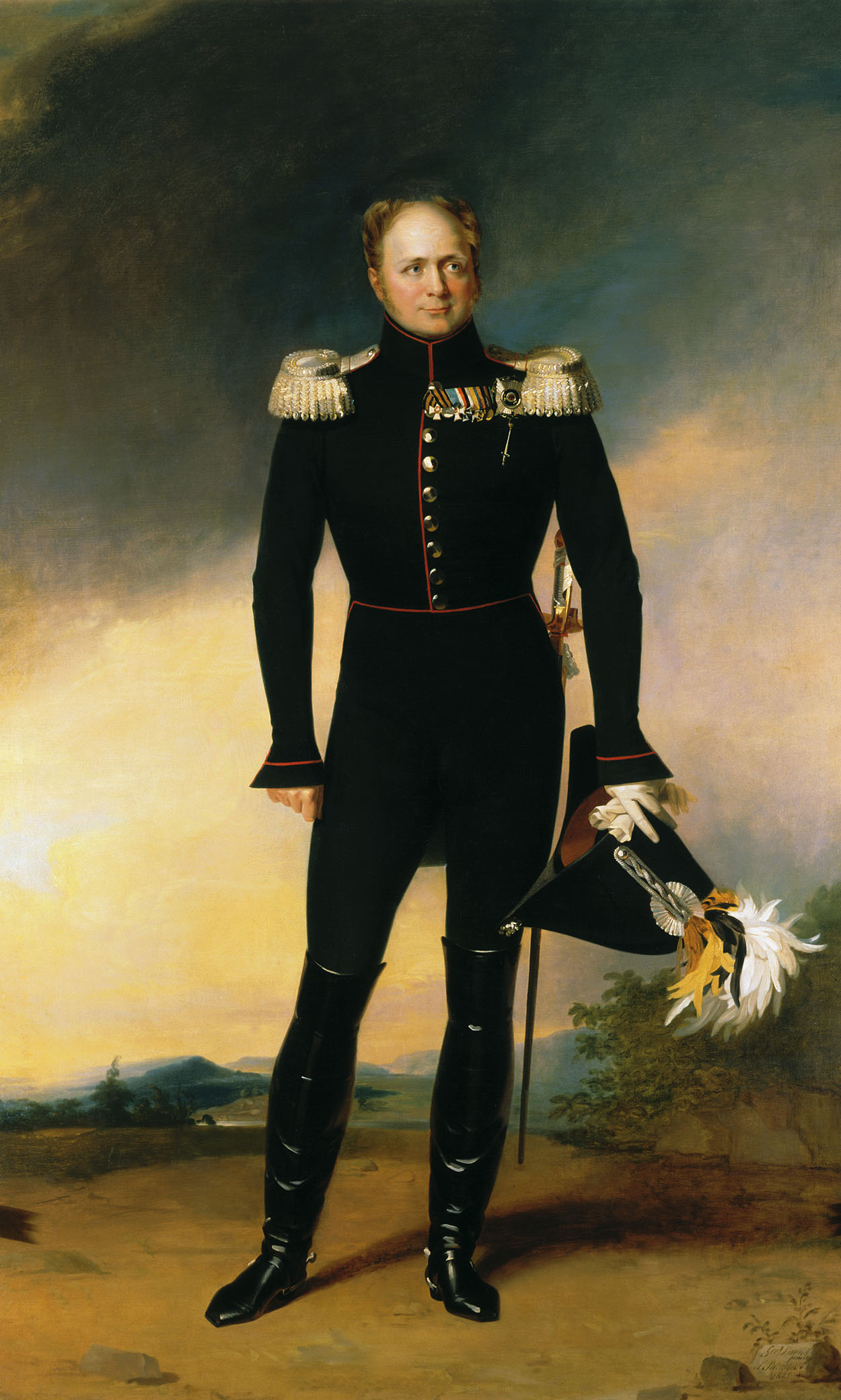
Джордж Доу. Портрет Императора Всероссийского Александра I Павловича Благословленного. 1826 год

### Александр I Павлович

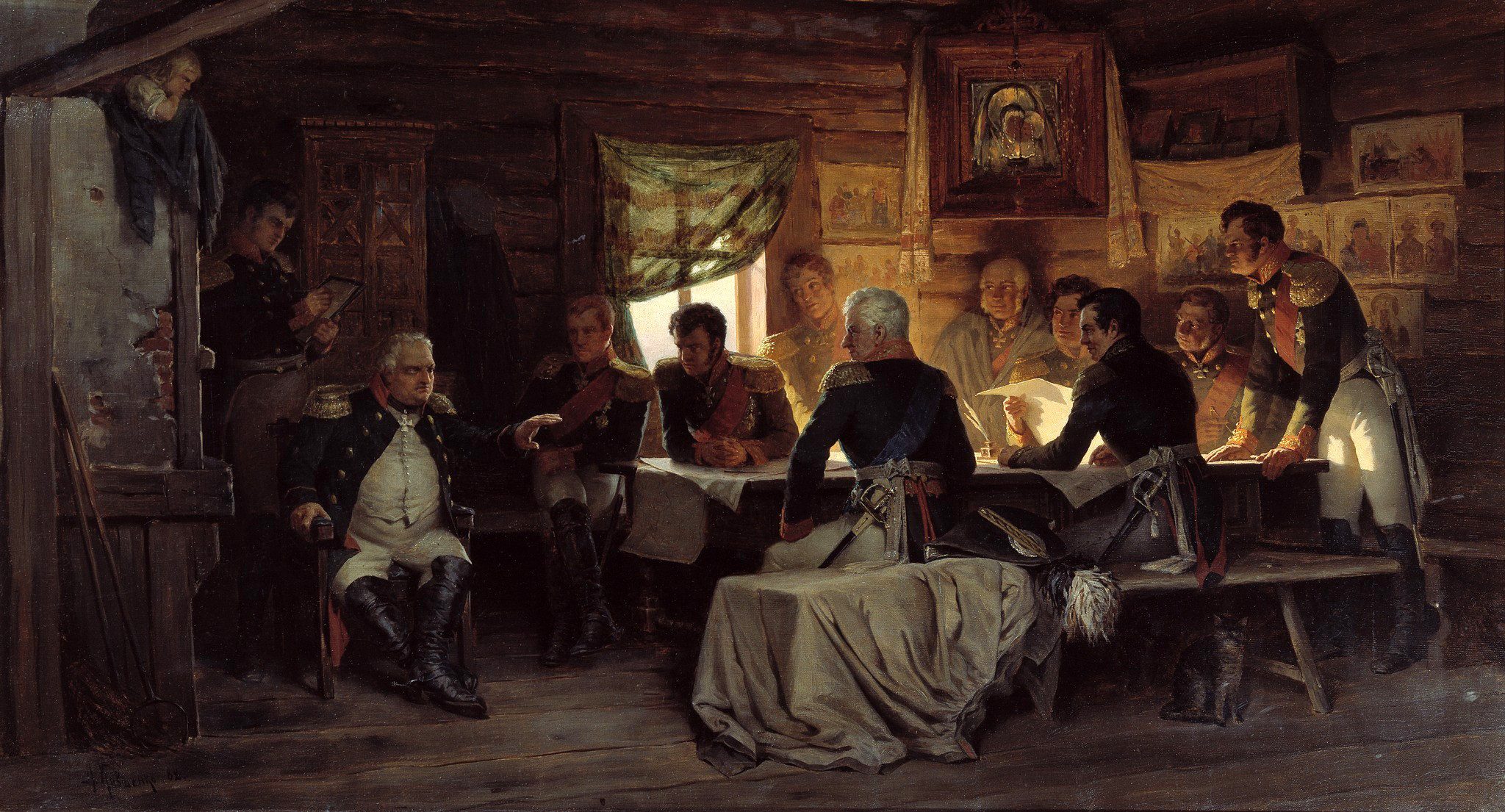
Алексей Данилович Кившенко. «Военный совет в Филях». 1890 год

#### Совет в Филях
После Бородинского сражения перед русскими генералами встал вопрос о том, дать ли бой Великой армии или сдать Москву без боя. Совет был созван главнокомандующим русской армией, генерал-фельдмаршалом, графом Михаилом Илларионовичем Кутузовым 1 сентября 1812 года в деревне Фили (к западу от Москвы).

На совете Кутузов приказал оставить Москву, в его пользу высказалось несколько генералов, в том числе и генерал от инфантерии Михаил Богданович Барклай-де-Толли:

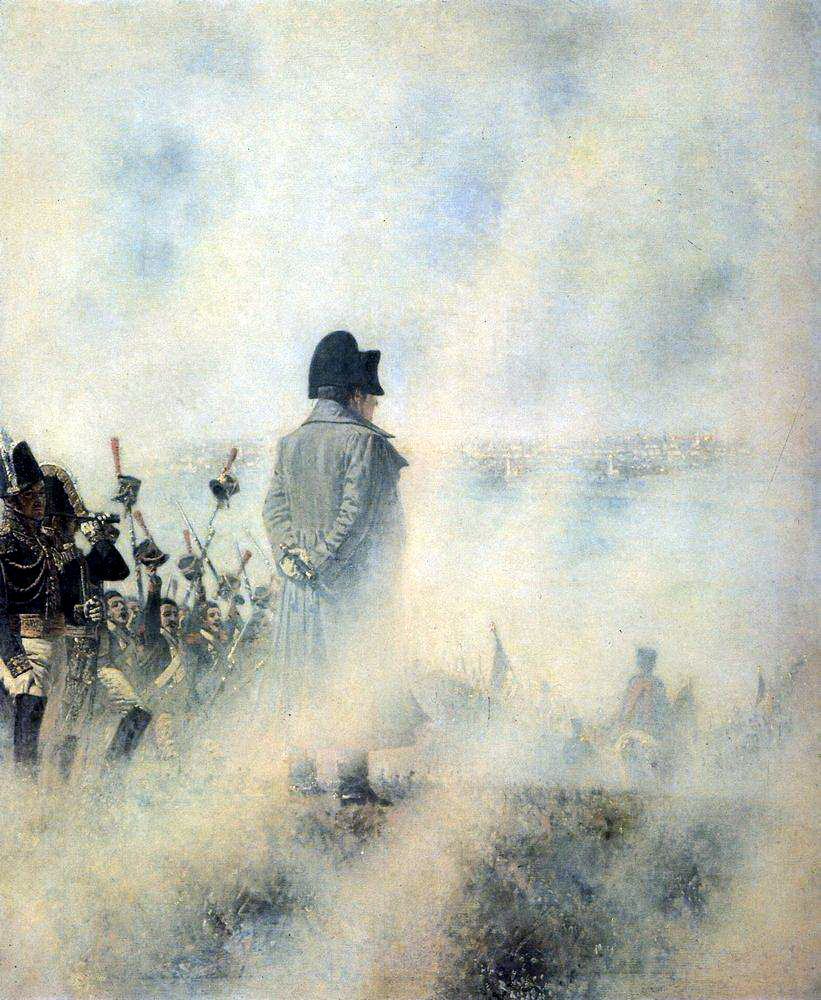
Василий Васильевич Верещагин. «Перед Москвою в ожидании депутации бояр». 1891—1892 годы.

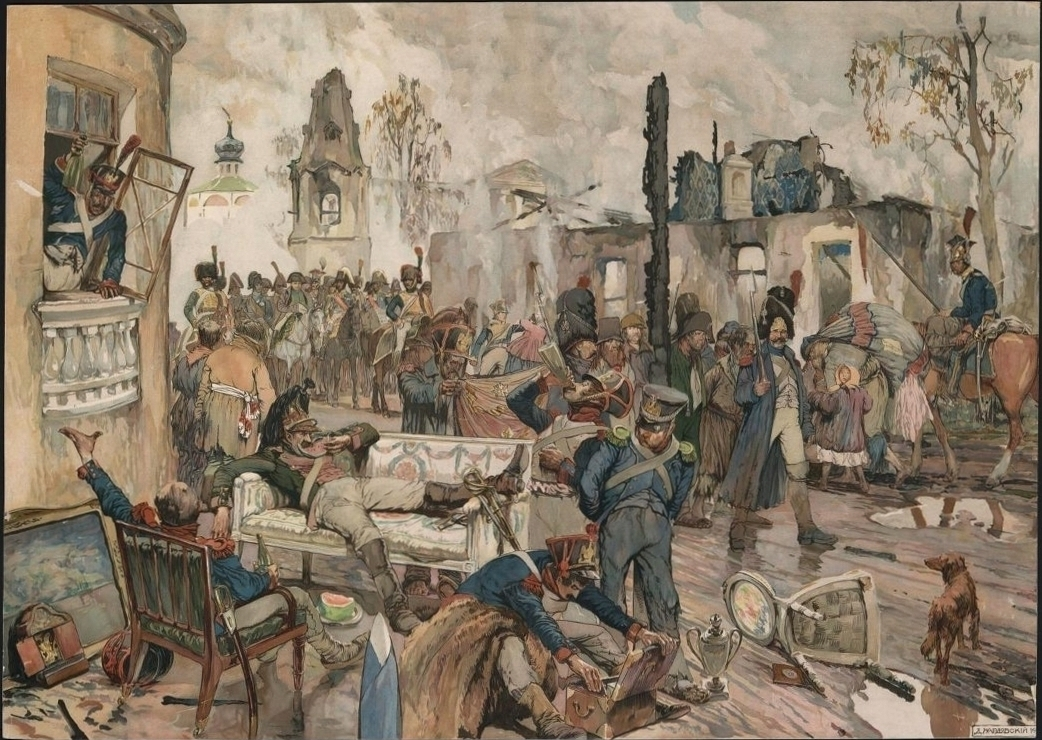
Дмитрий Николаевич Кардовский. Москва в сентябре 1812 года. 1913 год.

«Сохранивъ Москву, Россiя не сохраняется от войны, жестокой, разорительной. Но сберегши армiю, ещё не уничтожаются надежды Отечества, и война… можетъ продолжаться съ удобствомъ: успеютъ присоединиться въ разныхъ мѣстахъ за Москвою приготовляемыя войска».

#### Вход французов в Москву
14 сентября, в 14 часов Император французов Наполеон I Бонапарт прибыл на Поклонную гору, располагавшуюся в трёх вёрстах (или 3,2004 километрах) от тогдашних границ Москвы. Узнав, что русские ушли из Москвы, Наполеон был в недоумении и отчаянии. Через час он, вместе со своими войсками въехал в город. Солдаты французской армии начали занимать улицы и переулки.
Французы начали грабить московские дома: сначала — для того, чтобы поживиться, позже — спастись от голода.

Французский капитан Антуан Огюстэн Флавьен Пьон де Лош вспоминал:
«Вступив в Москву, я разослал своих лейтенантов с несколькими солдатами по соседним улицам, чтобы раздобыть провизии. Они нашли все двери запертыми и забаррикадированными. Пришлось их взломать. В одну минуту все было разграблено! То же самое происходило и в других частях города».

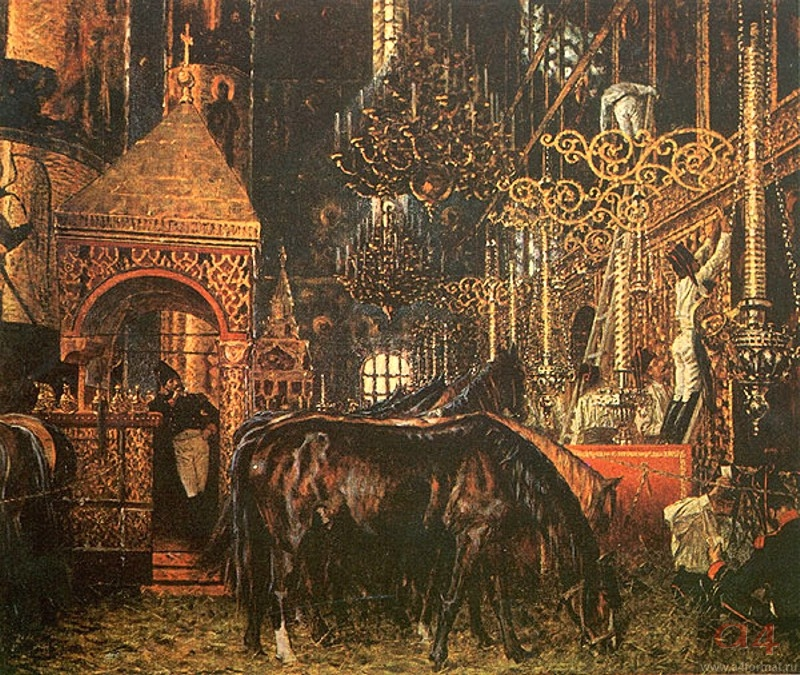
Василий Васильевич Верещагин. «В Успенском соборе». 1887—1895 годы

В ряде храмов солдаты Наполеона устроили конюшни, а в некоторых церквях поставили плавильные печи для переплавки золотой и серебряной утвари. После возвращения русских в Москву, Кафедральный патриарший собор Успения Пресвятой Богородицы пришлось запечатать, дабы народ не увидел совершённого внутри бесчинства:

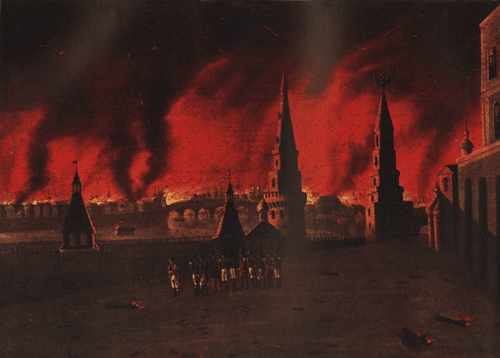
Франц Вендрамини. Великий московский пожар

«Я былъ охваченъ ужасомъ, найдя теперь поставленнымъ вверхъ дномъ безбожiемъ разнузданной солдатчины этотъ почитаемый храмъ, который пощадило даже пламя, и убедился, что состоянiе, въ которое он находился, необходимо было скрыть отъ взоровъ народа. Мощи святыхъ были изуродованы, ихъ гробницы наполнены нечистотами; украшенiя съ гробницъ сорваны. Образа, украшавшiе церковь, были перепачканы и расколоты». — флигель-адъютант Александр Христофорович Бенкендорф
В Соборе Святого Архистратига Михаила в Кремле лежали разбитые бочки, откуда вытекало вино; по всему собору была разбросана различная рухлядь. В алтарь Собора Казанской иконы Божией Матери была втащена мёртвая лошадь.

#### Пожар
Версий возникновения пожара несколько. Историк Михаил Горностаев утверждает, что, несмотря на то, что у пожара могло быть одновременно несколько причин, причём, с обеих сторон, главной причиной является инициатива главнокомандующего в Москве и управляющего по гражданской части, генерала от инфантерии, графа Фёдора Васильевича Ростопчина:
«Факты свидетельствуют, и это нельзя отрицать, что горожане поджигали Москву самостоятельно, без всяких распоряжений, по причинам разного рода, в том числе и корыстным. Отсутствие должного порядка в рядах французской армии, грабёж, несоблюдение правил пожарной безопасности также позволяют сделать вывод о частичной виновности неприятельской армии. Однако главной причиной гибели от огня Москвы следует назвать распоряжения её генерал-губернатора».
Сам Ростопчин писал о своём намерении сжечь город при входе в него неприятеля генералу от инфантерии, князю Петру Ивановичу Багратиону ещё до сентября 1812 года:
«Народъ здѣшншiй по вѣрности къ Государю и любви к Отечеству решительно умретъ у стѣнъ Московскихъ и если Богъ ему не поможетъ в его благомъ предприятiи, то, слѣдуя русскому правилу не доставайся злодѣю, обратитъ градъ въ пепелъ и Наполеонъ получитъ вмѣсто добычи мѣсто, гдѣ была столица. О семъ не худо и ему дать знать, чтобы он не считалъ на миллионы и магазейны хлѣба, ибо он найдетъ уголь и золу».
Ростопчин приказал поджечь его усадьбу — Вороново.
Бестужев-Рюмин утверждает, что французам было невыгодно поджигать город, так как они собирались перезимовать в нём, и, вероятно, именно они потушили усадьбу Баташева и Императорский воспитательный дом.
Французские мемуаристы утверждают, что за поджогом были замечены полицейские. Согласно сохранившемуся донесению полицейского пристава П. Вороненко, он исполнял приказ делать поджоги в разных местах.
Очевидцы сообщали, что казаки подожгли Москворецкий мост (ныне — Большой Москворецкий), однако, в это же время, французские солдаты подожгли Малый артиллерийский двор.

Французский сержант Анриен Бургонь вспоминал про поджигателей:

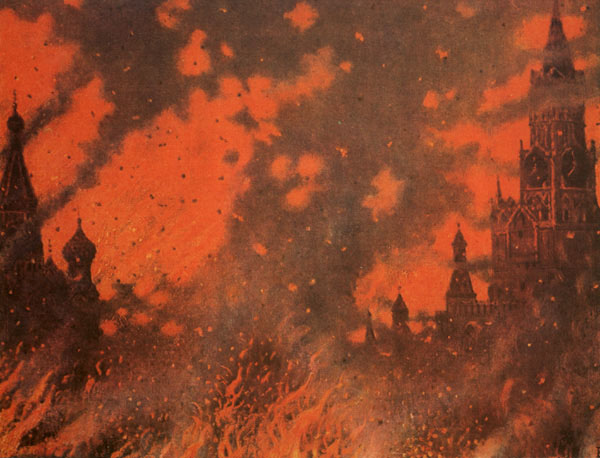
Василий Васильевич Верещагин. «Зарево Замоскворечья». XIX век

«По крайней мере две трети были каторжники… остальные были мещане среднего класса и русские полицейские, которых было легко узнать по их мундирам».
На переговорах с французами сам Кутузов говорил послу Французской империи в Российской империи, графу Жаку Александру Бернарду Ло:
«Я хорошо знаю, что это сделали русскiе; проникнутые любовью къ родинѣ и готовые ради нея на самопожертвованiе, они гибли въ горящемъ городѣ».

#### Последствия пожара

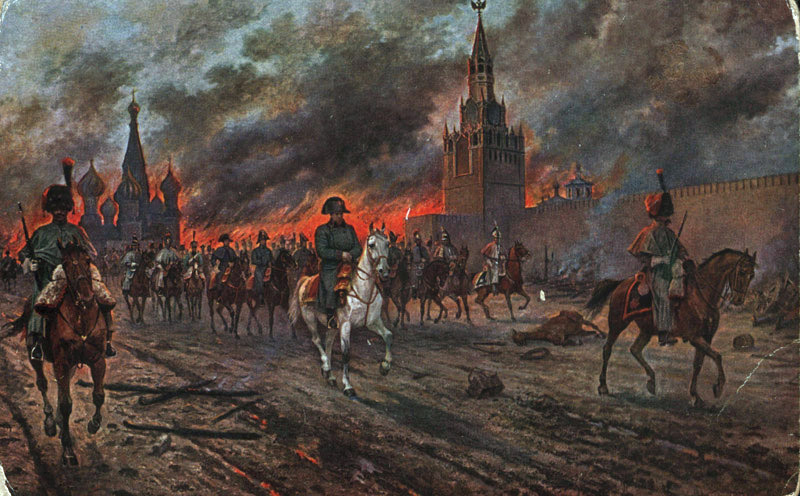
Виктор Викентьевич Мазуровский. Наполеон покидает Москву.

22 октября русская кавалерия под командованием Бенкендорфа вошла в город, чтобы потушить оставшиеся очаги и пресечь повторное возгорание. Сам Бенкендорф вспоминал:
«10 октября 1812 года мы вступили въ дрѣвнюю столицу, которая ещё вся дымилась. Едва могли мы проложить себѣ дорогу черезъ трупы людей и животныхъ. Развалины и пепелъ загромождали всѣ улицы. Одни только разграбленныя и совершенно почерневшiя отъ дыму церкви служили печальными путеводными точками срѣеди этого необъятнаго опустошенiя. Заблудившiеся французы бродили по Москвѣ и делались жертвами толпы крестьянъ, которые со всѣхъ сторонъ стѣкались в несчастный городъ».
В пожаре сгорели ⅔—¾ городских построек, в том числе Императорский Московский университет; библиотека сенатора, тайного советника, директора Эрмитажа графа Дмитрия Петровича Бутурлина; Новый Императорский Московский театр.
По оценке историка Ивана Матвеевича Катаева, в пожаре сгорело 6496 (по другим данным, 7632) из 9151 дома, 8251 лавка или склад, 122 из 329 храмов. По другой оценке, в пожаре сгорело 80 % зданий Москвы.
При пожаре были утрачены ценные памятники литературы, в их числе «Слово о полку Игореве» (из коллекции действительного тайного советника, графа Алексея Ивановича Мусина-Пушкина) и Троицкая летопись.
Общий ущерб оценивается в 320 000 000 рублей по курсу того времени.

Наполеон вспоминал:
«Ужасный спектакль — море огня, океан пламени. Это был самый великий, самый величественный и самый ужасный спектакль, который я видел за свою жизнь».
Французский капитан Эжен Лабом вспоминал:
«Дорога, по которой мы шли, была так пустынна, что мы не только ни одного москвича, но даже и французского солдата не встретили. В этой торжественной тишине и полном одиночестве не слышно было ни звука, ни возгласа; руководил нами один страх, увеличившийся ещё более при виде густого дыма, высоким столбом поднимавшегося в центре города».

#### Оставление Москвы французами
18 октября Наполеон отдал распоряжение покинуть город. При отходе французы заминировали Грановитую палату, Арсенал и колокольню Ивана Великого, а также стены и башни Кремля. После того, как последний французский отряд под командованием маршала Франции Эдуара Адольфа Казимира Мортье покинул Москву в ночь на 21 октября, прогремели взрывы.

Примечательно, что, несмотря на то, что все пристройки колокольни Ивана Великого были уничтожены, сама она — высочайшее здание города, на тот момент, — осталась невредимой:
«Огромная пристройка къ Ивану Великому, оторванная взрывомъ, обрушилась подлѣ него и на его подножiя, а онъ стоялъ так же величественно, как только что воздвигнутый Борисомъ Годуновымъ для прокормленiя работниковъ въ голодное время, будто насмѣхаясь над бесплодною яростiю варварства XIX вѣка».

#### Возвращение русских в Москву
Бенкендорф, вступая в город, писал генерал-майору, командиру 2-й сводно-гренадерской дивизии 8-го пехотного корпуса 2-й Западной армии Михаилу Семёновичу Воронцову:
«Мы вступили въ Москву вечеромъ 11-го числа. Городъ былъ отданъ на расхищенiе крестьянамъ, которыхъ стѣклось великое множество, и всѣ пьяные; казаки и ихъ старшины довершали разгромъ. Войдя въ городъ съ гусарами и лейбъ-казаками, я счелъ долгомъ немедленно принять на себя начальство надъ полицейскими частями несчастной столицы: люди убивали другъ друга на улицахъ, поджигали дома. Наконецъ всѣ утихло, и огонь потушенъ. Мнѣе пришлось выдержать несколько настоящихъ сраженiй».
О пьянстве местных жителей в Москве также писали приват-доцент Императорского Московского университета Сергей Владимирович Бахрушин и прочие мемуаристы, а также драматург, князь Александр Александрович Шаховской:
«Подмосковные крестьяне, конечно, самые досужiе и смѣтливые, но зато самые развратные и корыстолюбивые во всей Россiи, увѣрясь въ выходѣ непрiятеля изъ Москвы и полагаясь на суматоху нашего вступленiя, приѣхали на возахъ, чтобы захватить недограбленное, но гр. Бенкендорфъ расчелъ иначѣ и приказалъ взвалить на ихъ воза тѣла и падаль и вывести за городъ, на удобныя для похоронъ или истребленiя мѣста, чѣмъ избавилъ Москву от заразы, жителей ея от крестьянскаго грабежа, а крестьянъ отъ греха».
Московский обер-полицмейстер Пётр Алексеевич Ивашкин докладывал Ростопчину, что, по состоянию на 16 октября, из Москвы было вывезено 11 959 человеческих и 12 546 лошадиных трупов.

#### Восстановление Москвы
4 февраля 1813 года Александр I поручил Ростопчину создать Комиссию о строений в Москве. 26 мая, в Палатах Сверчкова состоялось первое заседание комиссии.
Во главе комиссии встал Ростопчин. Чертёжная — рабочий орган комиссии — подразделялся на два отделения: землемерное и архитектурное. Руководителем последнего стал Осип Иванович Бове.
В 1813 году из Санкт-Петербурга был получен «Прожектированный планъ для урегулированiя некоторыхъ частей столичнаго города Москвы», составленный Вильямом Гесте. Согласно этому плану, Москва должна была получить 36 новых площадей: цепь из площадей вокруг Кремля и Китай-города, 13 площадей вдоль Камер-Коллежского вала, 7 площадей на месте бывших ворот Белого города и Земляного вала, несколько площадей в различных районах города. Гесте также предлагал проложить несколько новых улиц: параллельно Тверской — Новую Тверскую; параллельно Солянке — Новую Солянку, которая бы «выпрямила» извилистую Солянку; сделать продолжение Малой Никитинской улицы в виде Новой Никитинской. Несмотря на грандиозность плана, он был отклонён из-за того, что новые улицы и площади были слабо связаны с главными улицами города.
До 1817 года работа комиссии, по большей части, была сосредоточена на постройке жилья для горожан, а уже к маю 1816 года жилищный фонд был практически восстановлен, и комиссии было выделено ещё 1 500 000 рублей на благоустройство улиц. К 1817 году было полностью восстановлено 2514 домов и построено 623 новых каменных и 556 новых деревянных.
В 1817 году Бове составил новый «Прожектированный планъ столичному городу Москвѣ», который был утверждён.
В 1813—1814 годах под руководством Бове была реконструирована Красная площадь, были восстановлены разрушенные стены и башни Кремля, а в центре площади был установлен памятник Минину и Пожарскому.
В 1821—1822 годах был разбит и благоустроен Александровский сад, а у его входа со стороны Моховой улицы архитектором Фёдором Михайловичем Шестаковым были сооружены ворота в виде парных каменных столбов с чугунными рельефными вставками и завершениями. Чугунные ворота у входа в сад со стороны Воскресенской площади (ныне — площадь Революции), созданные архитектором Евгением Францевичем Паскалем, символизировали победу в Отечественной войне. Сам же Бове спроектировал Итальянский грот, расположенный под Средней Арсенальной башней, как символ возрождения Москвы.

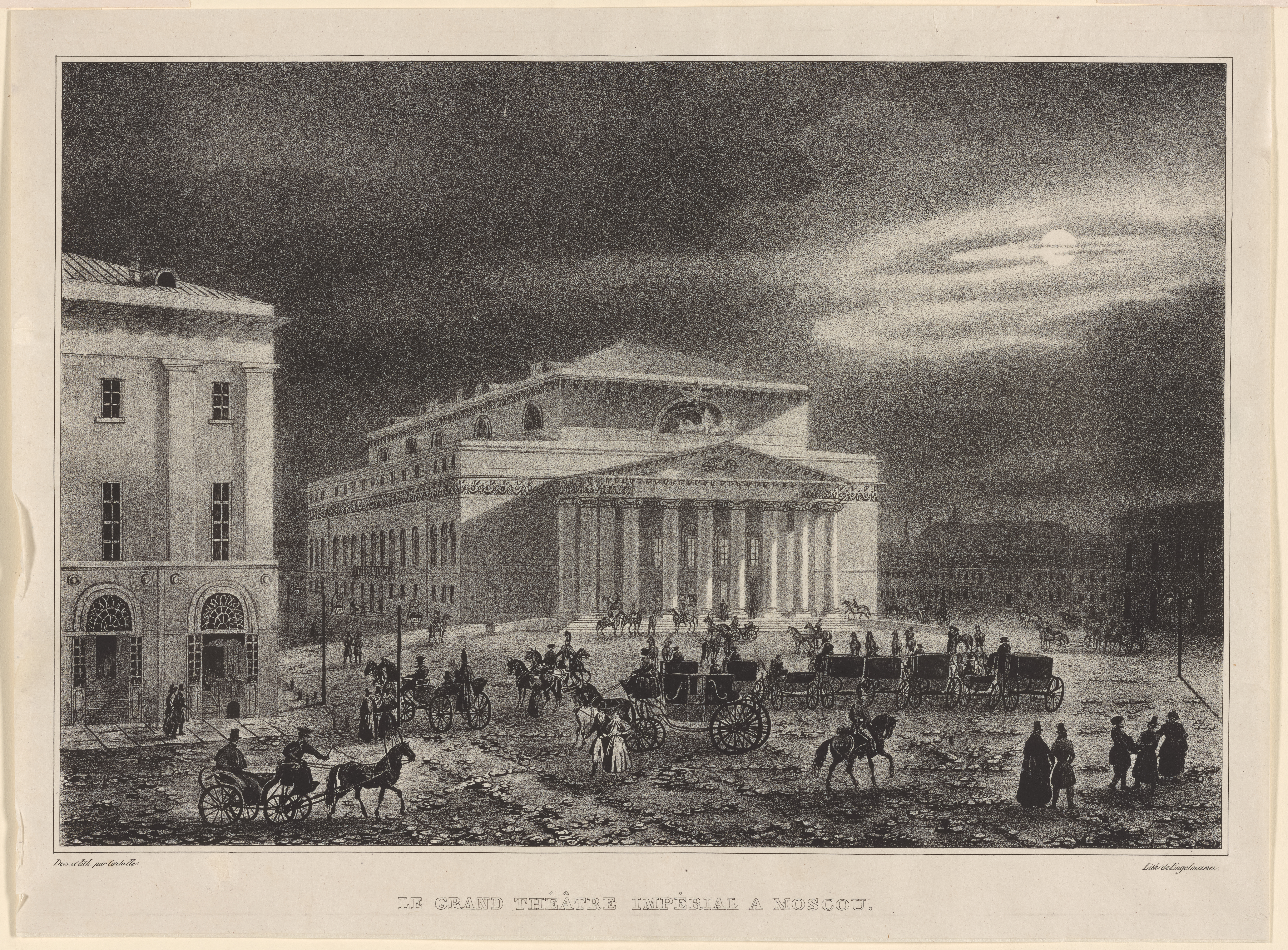
Огюст Кадоль. Большой театр. 1830-е годы.

Согласно плану Бове, Кремль должен был быть окружён кольцом площадей, крупнейшей из которых должна была быть Театральная площадь (до постройки на ней театра именовалась Петровской). На площади в 1821—1824 годах строился Большой театр (ныне — Государственный академический Большой театр), в этом же году был построен Малый театр (ныне — Государственный академический Малый театр), в 1826 году на Театральной площади был сооружён фонтан, на котором в 1836-м были установлены скульптуры Ивана Петровича Витали.
Один из самых значимых проектов Бове — Первая градская больница (ныне — государственное бюджетное учреждение здравоохранения города Москвы «Городская клиническая больница № 1 имени Николая Ивановича Пирогова» Департамента здравоохранения города Москвы), строившаяся в 1826—1832 годах.
В 1827—1834 годах по проекту Бове были построены Триумфальные ворота, первоначально созданные на Тверской улице, а не на Кутузовском проспекте.

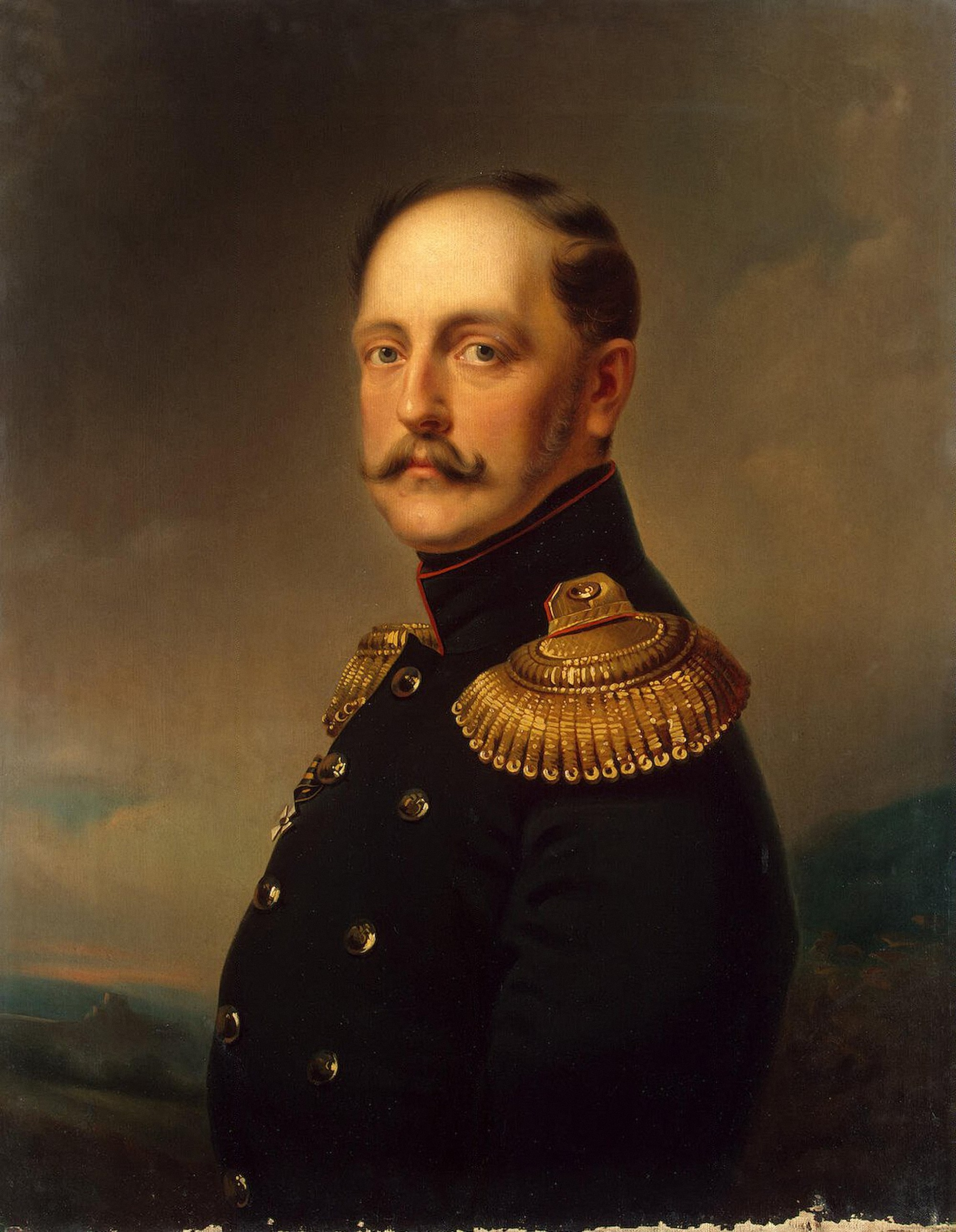
Егор Иванович Ботман. Портрет Императора Всероссийского Николая I Павловича. 1850-е годы

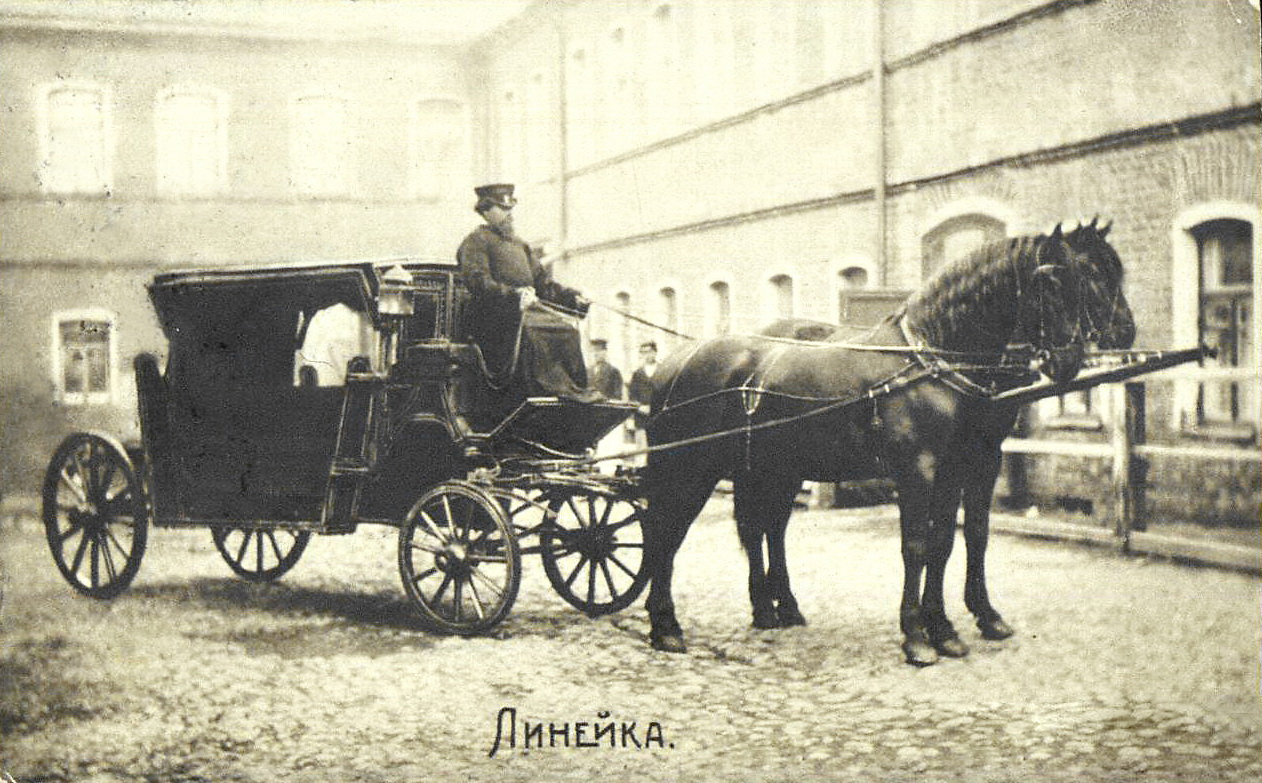
Линейка в Москве. 1890-е годы

### Николай I Павлович
В 1840 году в Москве появился первый общественный транспорт — линейки — конные экипажи с продольной перегородкой, в котором пассажиры сидят двумя рядами друг к другу и боком по направлению к движению.
В 1851 году построена железная дорога до Санкт-Петербурга, а в 1852 году между городами открыта первая в России линия телеграфной связи.

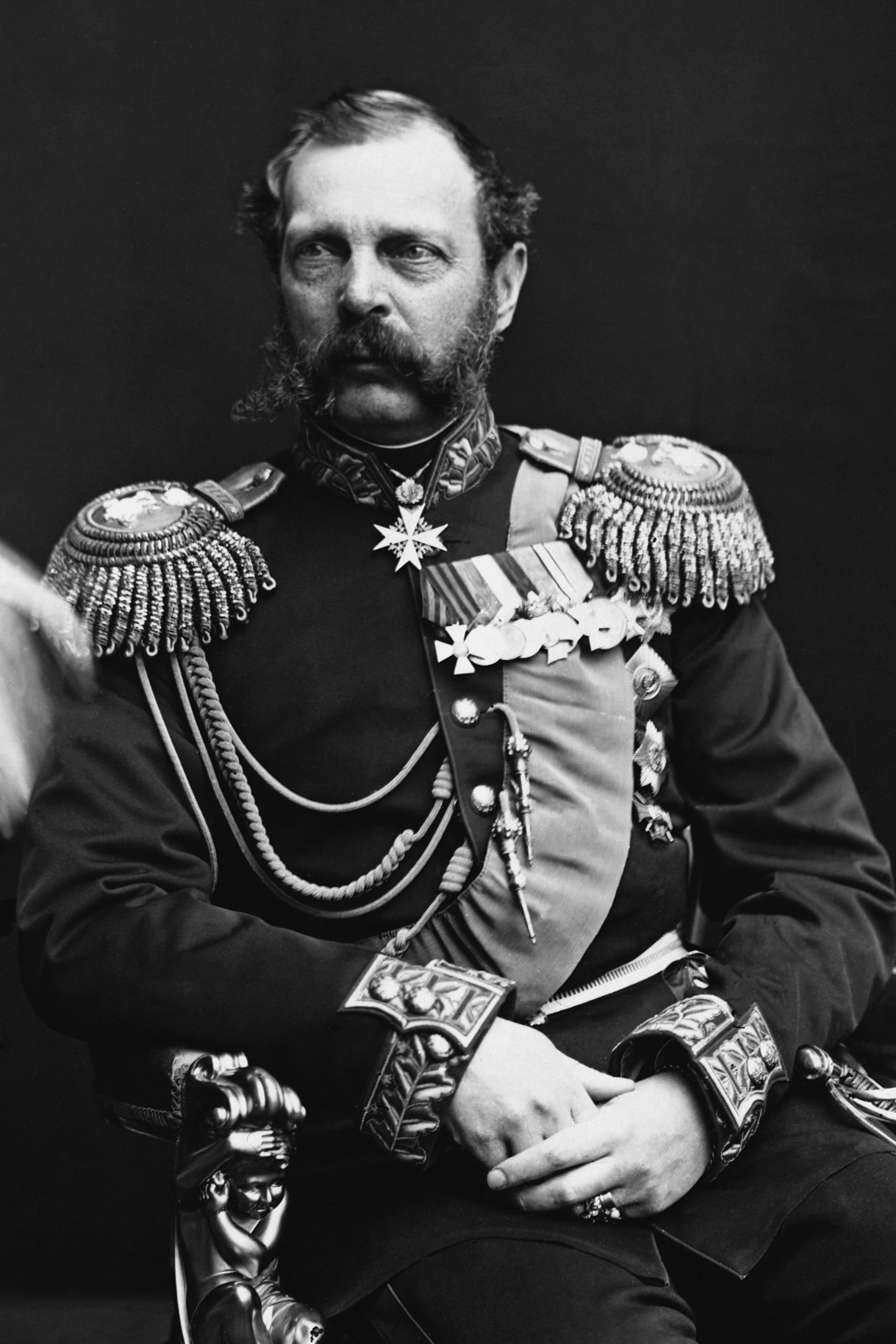
Фотография Императора Всероссийского Александра II Николаевича Освободителя

### Александр II Николаевич
Были построены железные дороги до Владимира (в 1861 году), Коломны (в 1862 году), Серпухова (в 1866 году), Смоленска (в 1870 году).
После отмены крепостного права в 1861 году численность населения Москвы сильно возрастала. Так, в 1864 году она составляла 364 000 человек, а в 1882 году — уже 752 000. На момент проведения Первой всеобщей переписи населения Российской империи 1897 года, население города уже перешагнуло миллионный рубеж и составляло, по данным на 28 января 1897 года уже 1 038 591 человек.
В 1867 году улицы Москвы получили газовое освещение, а с 1883 года в районе площади Пречистенские Ворота стояли дуговые электрические фонари.
Во второй половине XIX века Москва сохраняет статус научного и культурного центра России. При Императорском Московском университете возникает множество научных обществ: Московское общество истории и древностей российских, общество любителей российской словесности, Московское общество испытателей природы, общество любителей естествознания, антропологии и этнографии и прочие.
В городе открываются Исторический музей (ныне — федеральное государственное бюджетное учреждение культуры «Государственный исторический музей»), Зоологический парк (ныне — государственное автономное учреждение «Московский государственный зоологический парк»), Политехнический музей (ныне — федеральное государственное бюджетное учреждение культуры «Политехнический музей»).
Возникают новые высшие учебные заведения: Петровская землевладельческая и лесная академия (в 1865 году, название до 1889 года), Московская консерватория (в 1866 году, ныне — федеральное государственное бюджетное образовательное учреждение высшего образования «Московская государственная консерватория имени Петра Ильича Чайковского»), Императорское Московское техническое училище (в 1868 году, ныне — федеральное государственное бюджетное образовательное учреждение высшего образования «Московский государственный технический университет имени Николая Эрнестовича Баумана (национальный исследовательский университет)»).

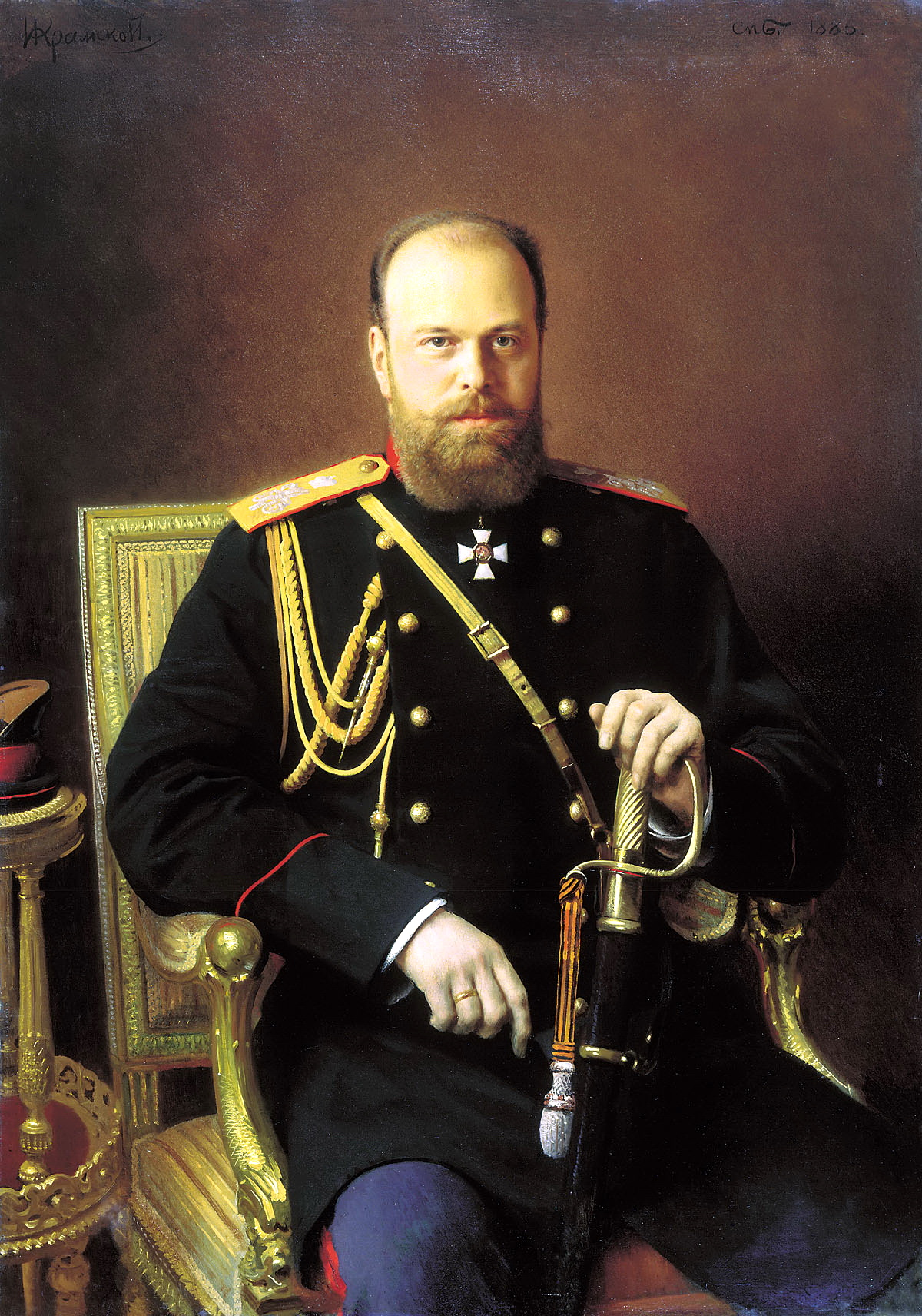
Николай Иванович Крамской. Портрет Императора Всероссийского Александра III Александровича Миротворца. 1886 год

### Александр III Александрович
В 1882 году в Москве появляется первая телефонная станция.
Москва сыграла важную роль в зарождении марксизма в Российской империи. В 1891—1892 годах в городе создавались марксистские кружки, которые в 1894 году объединились в «Рабочий союз», осуществлявший подготовку к проведению незаконного I съезда Российской социал-демократической рабочей партии в Минске с 13 по 15 марта 1898 года. Осенью того же года был создан Московский комитет РСДРП.

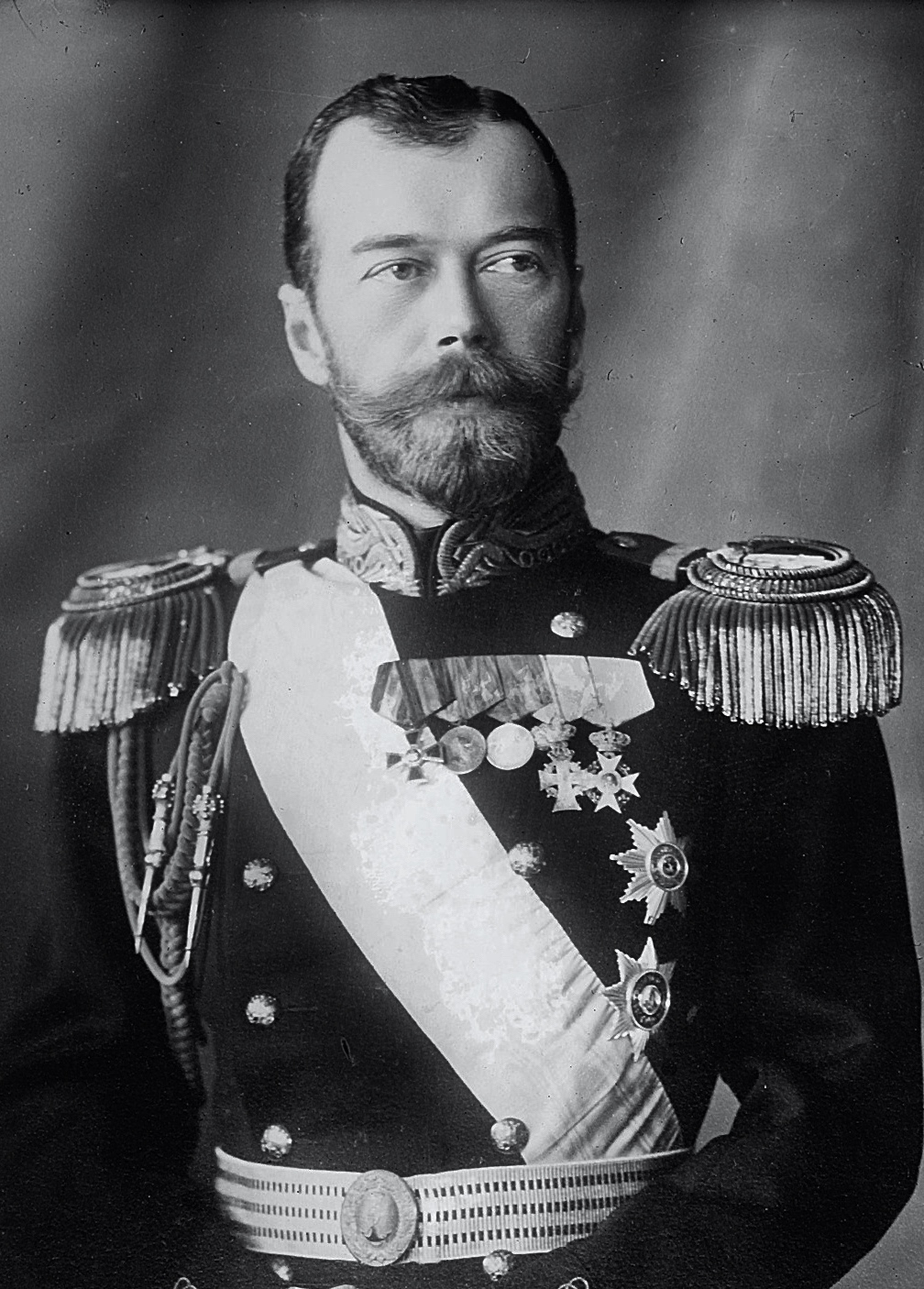
Император Всероссийский Николай II Александрович. Фотография 1912 года

### Николай II Александрович

#### Ходынская катастрофа
26 мая 1896 года произошла коронация Николая II. По этому случаю, было решено устроить 30 мая народный праздник. Мероприятие проходило на Ходынском поле близ Москвы (ныне располагается в черте города).
Толпа из 500 000 человек располагалась на поле. Было приготовлено 400 000 подарочных наборов для раздачи посетителям. Каждый набор включал:
- памятную коронационную эмалированную кружку[77][78] высотой 102 миллиметра[78];
- фунтовую[78] (409,51241 грамма) сайку[77][78] из крупитчатой муки[78];
- полфунта[78] (204,756205 грамма) колбасы[77][78];
- вяземский пряник[77] с гербом, весом в треть фунта[78] (136,504137 грамма);
- шесть золотников (25,596 грамма) карамели[78];
- двенадцать золотников (51,192 грамма) грецких орехов[78];
- шесть золотников (25,596 грамма) кедровых орехов[78];
- двенадцать золотников прочих орехов[78];
- восемнадцать золотников (76,788 грамма) александровских рожков[78];
- шесть золотников инжира[78];
- три золотника (12,798 грамма) изюма[78];
- девять (38,394 грамма) золотников чернослива[78];
- бумажный мешок с напечатанным изображением Николая II и его жены[78];
- ситцевый платок[77][78] с напечатанным изображением Кремля и реки Москвы с одной стороны, и императорской четы — с другой[78].Владимир Егорович Маковский. «Ходынка». 1897 год

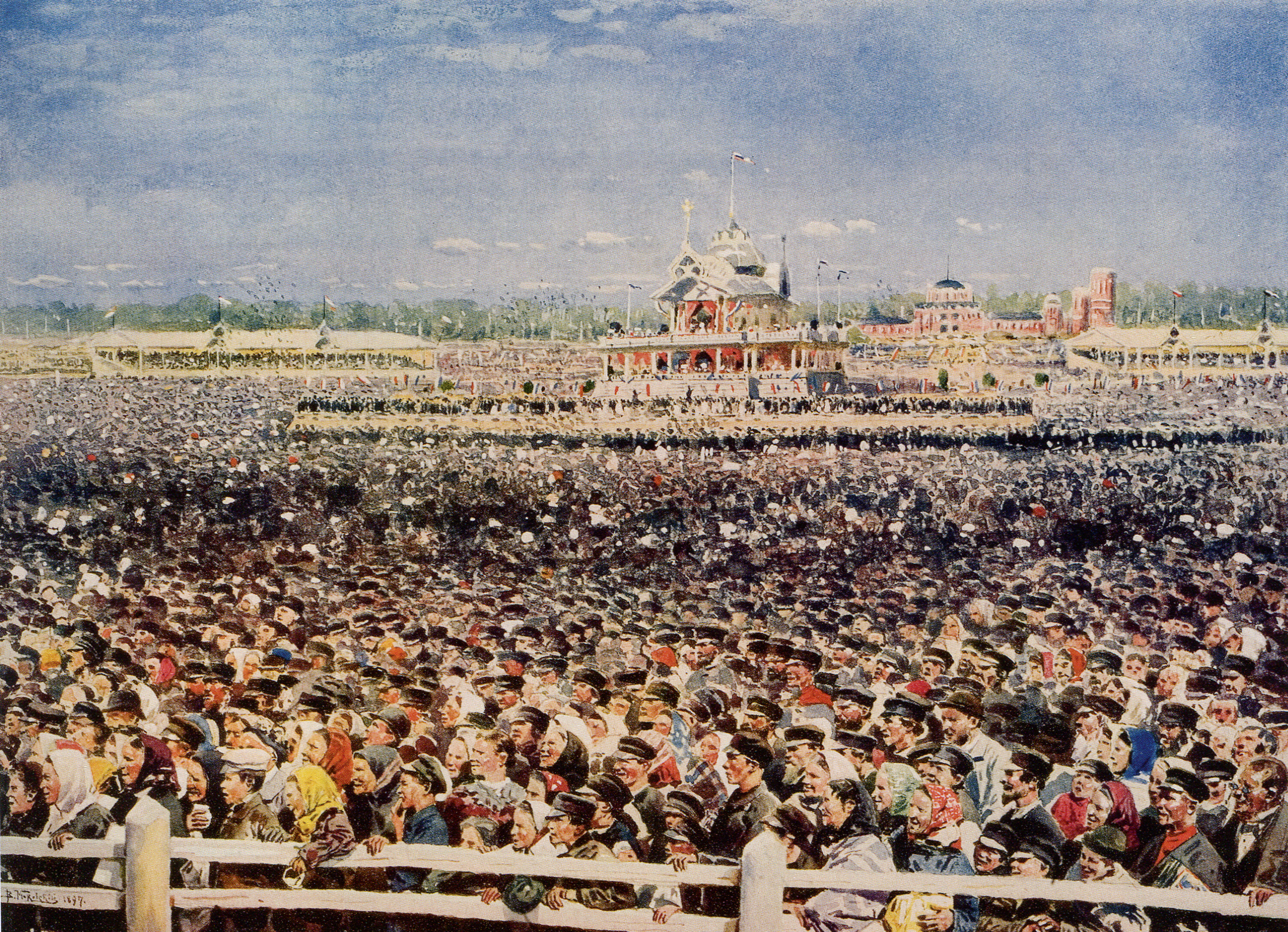
Владимир Егорович Маковский. «Ходынка». 1897 год

Из-за жары в день празднования, над толпой образовался густой пар от пота, многие умерли от удушения. С началом раздачи подарков началась давка, в результате которой умерло 1389 человек, пострадали около 1300.

#### Развитие города
В 1898 году был основан Художественный Общедоступный театр (ныне — федеральное государственное бюджетное учреждение культуры «Московский Художественный академический театр имени Максима Горького»).
В 1899 году был построен железнодорожный путь в Брянск.
В конце XIX—начале XX века Москва превращается в один из крупнейших промышленных центров России. С 1890 по 1908 год количество фабрик и заводов увеличилось с 645 до 697, количество рабочих — с 67 365 до 114 636.
В 1899 году в Москве появился трамвай, в 1903-м — водопровод, а в 1907-м — такси.

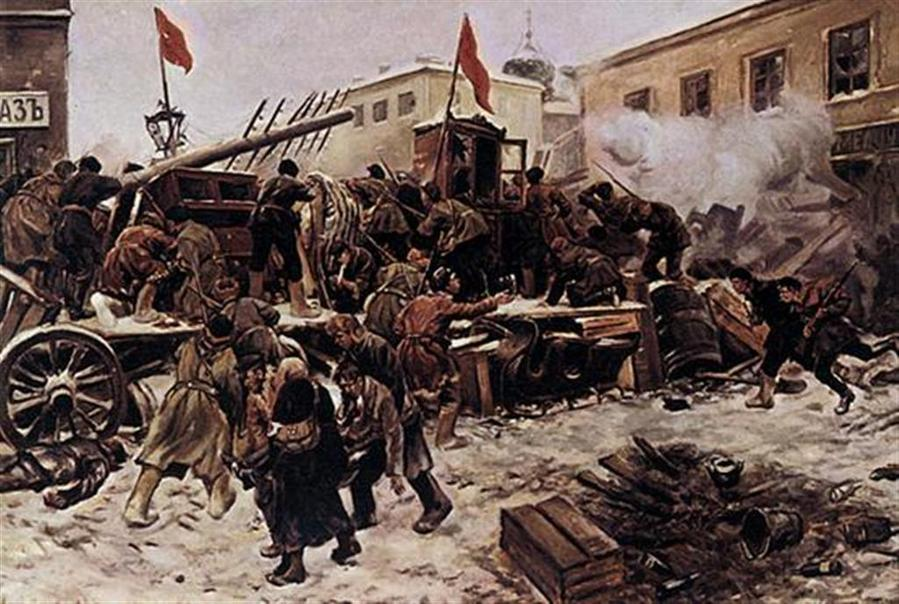
Иван Алексеевич Владимиров. «Баррикады на Пресне»

#### Декабрьское восстание в Москве
20 декабря 1905 года началась стачка (забастовка), в которой, по данным её организаторов, участвовало около 100 000 человек. Бастующие разоружили полицию в нескольких районах Москвы. Московский генерал-губернатор, вице-адмирал Фёдор Васильевич Дубасов ввёл в Москве и во всей Московской губернии положение чрезвычайной охраны, а также привлёк к восстановлению порядка около 5 000 пехотинцев и кавалеристов с 16 артиллерийскими орудиями и 12 пулемётами. Солдаты и полиция сосредоточились в центре города, заняли Николаевский вокзал (ныне — Ленинградский вокзал), почтамт, телефонную станцию, московскую контору Государственного банка.
21 декабря в стачке участвовало уже около 150 000 человек, был организован митинг возле сада Аквариум. Полиция разогнала толпу, однако митинг охранялся дружинами партии социалистов-революционеров, с которыми велась перестрелка. Было арестовано 40 человек.
22 декабря восставшие были выбиты с Страстной площади (ныне — Пушкинская площадь) и из оплота дружинников — Московского реального училища Ивана Ивановича Фидлера.
23 декабря бунтовщики начали массово строить баррикады и захватывать территории города. Их новым оплотом была Пресня, её охраняли около 300 дружинников из дружины мебельной фабрики члена РДСРП Николая Павловича Шмита, дружины Даниловского сахарорафинадного завода, организованной членом РДСРП Фёдором Михайловичем Мантулиным, дружины Товарищества Прохоровской Трёхгорной мануфактуры (ныне — открытое акционерное общество «Трёхгорная мануфактура»). Штаб обороны Пресни возглавляли член МК РДСРП и Московского рабочего союза Зиновий Яковлевич Литвин-Седой (настоящее имя — Звулон Янкелев Литвин), член партии СР Михаил Иванович Соколов и Владимир Владимирович Мазурин. Дружины типографии Ивана Дмитриевича Сытина и Товарищества ситценабивной мануфактуры «Эмиль Циндель» в Москве захватили Замоскворечье, дружины Миусского трамвайного парка и Товарищества табачной фабрики «С. Габай» (ранее — «Ява») — Бутырки, дружина Центрального электрического общества в Москве (изначальное название, ныне — открытое акционерное общество "Акционерная электромашиностроительная компания «Динамо») — окрестности Симонова монастыря.
24 и 25 декабря революционеры успешно отражали атаки кавалеристов со стороны Кудринской площади и Пресненской заствы (ныне — площадь Краснопресненская застава), захватили 1-й Пресненский полицейский участок, но к концу дня инициатива перешла к войскам. 27 декабря, ведя бои с разбросанными группами восставших, город был очищен от баррикад. 28-го постепенно начали возобновлять работу предприятия, магазины и учреждения, а 29 декабря на подмогу войскам из Варшавы прибыл 16-й пехотный Ладожский полк 2-й бригады 4-й пехотной дивизии 6-го армейского корпуса, а из Санкт-Петербурга — лейб-гвардии Семёновский полк 1-й бригады 1-й гвардейской пехотной дивизии Гвардейского корпуса. Ладожский полк подавил оставшиеся очаги сопротивления, а Семёновский — начал артиллерийский обстрел Пресни. 31 декабря штаб обороны Пресни отдал приказ прекратить сопротивление.

##### Последствия
| Номер | Автор                                                                  | Источник                                                          | Главный редактор | Оценка |
| ----- | ---------------------------------------------------------------------- | ----------------------------------------------------------------- | --- | --- |
| 1     | О. В. Теребов                                                          | «Большая российская энциклопедия»                                 | Юрий Сергеевич Осипов — доктор физико-математических наук, профессор, академик федерального государственного бюджетного учреждения «Российская академия наук» | Полицейские и военнослужащие: 34 убито, 108 ранено Дружинники: 84 убито, 43 ранено Мирные жители: 306 убито, 529 ранено |
| 2     | Фёдор Васильевич Дубасов — Московский генерал-губернатор, вице-адмирал | Отчёт Московского генерал-губернатора Фёдора Васильевича Дубасова | — | Полицейские и военнослужащие: 38 убито (полицейских — 23, военнослужащих — 15) Дружинники: 95 убито (мужчин — 93, женщин — 2) Мирные жители: 314 убито (дворников — 16, мужчин — 223, женщин — 48, мальчиков — 21, девочек — 6) |

К 9 марта 1906 года применены следующие меры:
- уволено: несколько тысяч человек;
- арестовано: 936 человек;
- приговорено к тюремному заключению, каторге или ссылке: 68 человек[82].

#### Первая мировая война

##### Сараевское убийство
28 июня 1914 года Гаврило Принцип убил эрцгерцога Австрийского, генерала от кавалерии Франца Фердинанда. 23 июля Королевства и земли, представленные в Рейхсрате, а также земли венгерской короны Святого Стефана (официальное название Австро-Венгрии) выдвинули ультиматум Королевству Сербия, однако ультиматум не был принят.

##### Начало войны для России
28 июля Австро-Венгрия из-за непринятия ультиматума объявила войну Сербии, с чего и началась Первая мировая война. Российская империя, как союзник Сербии, обязывалась провести всеобщую мобилизацию и начала её 30 июля. Германская империя потребовала от России прекратить мобилизацию и, получив отказ, 1 августа объявила войну России, а 6 августа объявила войну России и Австро-Венгрия.

##### Роль Москвы в войне
8 августа в Москву приехал первый транспорт с ранеными, а на следующий день в город прибыл целый санитарный эшелон. В Москве началась нехватка мест для раненых.
Для размещения раненых было закрыто множество учреждений и заведений. Госпитали были открыты в Московском сельскохозяйственном институте (название с 1894 по 1917 год, ныне — федеральное государственное бюджетное образовательное учреждение высшего образования «Российский государственный аграрный университет — Московская сельскохозяйственная академия имени Климента Аркадьевича Тимирязева»), Императорском Строгановском Центральном художественно-промышленном училище (ныне — федеральное государственное бюджетное образовательное учреждение высшего образования «Московская государственная художественно-промышленная академия имени Сергея Григорьевича Строганова»), Московском училище живописи, ваяния и зодчества, Московской консерватории. В кабинете директора и в чертёжной Императорского Московского технического училища (название с 1868 по 1917 год, ныне — федеральное государственное бюджетное образовательное учреждение высшего образования «Московский государственный технический университет имени Николая Эрнестовича Баумана (национальный исследовательский университет)») поставили 100 кроватей, в общежитии училища — 350, а через два дня их число увеличили до 500.
Среди прочих зданий, где располагались раненые, можно отметить московские монастыри, народные дома — общедоступные негосударственные просветительские учреждения, — Русский Музей Императора Александра III (прежнее название, ныне — федеральное государственное бюджетное учреждение культуры «Государственный Русский музей»), Купеческий клуб (вернее, Московское купеческое собрание), Славянский клуб и Литературно-художественный кружок. При ресторане «Эрмитаж» был открыт полностью оборудованный госпиталь на 35 человек, а в трактире «Тулон» размещалось около сотни раненых. Московский генерал-губернатор предлагал владельцам многих ресторанов и клубов предоставить свои помещения для размещения раненых, в противном случае заведения закрывались. Ещё до того, как в Москву начали поступать раненые, общественными организациями открывались частные лазареты. Уже к 6 августа общее количество мест в подобных лазаретах составило 1220.
Открылось множество мелких госпиталей на 15—20 мест. Некоторые открывались крупными предпринимателями, некоторые — обывателями; одной общественной организацией или даже несколькими: так, госпиталь в Милютинском переулке был открыт «вскладчину» общественными организациями «Союз польских женщин», «Дом польский», «Благотворительное общество вспомоществования бедным римско-католического вероисповедания в Москве», «Общество любителей хоровой музыки и пения „Лютня“», «Польское гимнастическое общество». Получил популярность патронаж — проведение медицинскими работниками лечения для легко раненых на дому. За неимением у раненых солдат квартиры, они размещались в специально освобождённых помещениях или в организованных в домах лазаретах. Жильцы дома 14 на Чистопрудном бульваре организовали у себя в квартирах «Первый кооперативный лазарет». Иногда госпитали открывались даже в честь павших в бою родственников.
Первая мировая война подняла уровень патриотизма в стране, но и усилила ненависть к немцам. По данным московской полиции, в городе проживало 7500 немцев, австрийцев и венгров. Из Москвы было выселено около 2 000 подданных Германии и Австро-Венгрии, начался бойкот немецких товаров и услуг. Жители отказывались от делового сотрудничества с немцами, немцы были вытеснены из Московской биржи, а после и большинство немецких предприятий попало под контроль правительства, чему способствовал Особый комитет по борьбе с немецким засильем, образованный в Петрограде (так, по указу Николая II, 31 августа переименован Санкт-Петербург). 1 апреля 1915 года закрылись все немецкие гимназии, весной были закрыты все немецкие издательства, конфискованы книги, предназначенные для немцев. Запрещалась публичная немецкая речь в общественных местах, не одобрялось исполнение и прослушивание произведений немецких композиторов.

###### Немецкие погромы
С 26 по 29 мая 1915 года в Москве около 50 000 (на пике погромов — 100 000) человек устроили массовые беспорядки: было разгромлено 475 предприятий и 207 квартир и домов, зарегистрировано 60 возгораний, убито 5 немцев, пострадавшими признаны 113 немцев, 489 русских с немецкими фамилиями, а также 30 русских с русскими фамилиями. 1 июня Николай II запретил принимать на работу немцев, однако погромы продолжались вплоть до революции 1917 года.

###### Роль учебных заведений
С началом Первой мировой войны директор Императорского Московского технического училища Василий Игнатьевич Гриневицкий опубликовал статью «Технико-общественныя задачи промышленности въ связи съ войною». С 1914 года в химической лаборотории училища налаживалось производство лекарственных средств. В физической лаборатории под руководством доктора физики, профессора Петра Петровича Лазарева работал рентгеновский кабинет.
1 июля 1916 года Исполнительная комиссия при Военном министерстве постановила создать при Аэродинамической лаборатории Авиационное расчётно-испытательное бюро под руководством доктора прикладной математики, ординарного профессора кафедры теоретической и практической механики Николая Егоровича Жуковского.
20 июня Гриневицкий собрал экстраординарное совещание Учебного комитета. Учебный комитет поручил доктору химии Алексею Евгеньевичу Чичибабину к осени создать лабораторию для производства взрывчатых веществ, а также постановил учёным и инженерам проектировать металлообрабатывающие станки. Студенты привлекались к заводской работе.

#### Революция 1917 года
Большевики взяли курс на вооружённое восстание ещё на VI съезде РСДРП(б), однако на момент съезда организация была подпольной, а революционные полки были разгромлены. В середине сентября Владимир Ильич Ленин снова заговорил об идее вооружённого восстания. После проведения Всероссийского демократического совещания Ленин снова начал требовать немедленной революции.
16 октября 1917 года был сформирован Петроградский военно-революционный комитет, фактически управлявший восстанием.
7 ноября началось восстание в Петрограде.

##### Восстание в Москве
В этот же день началось восстание в Москве. На стороне революционеров были воинские части Московского гарнизона: 1-я артиллерийская бригада, 55-й пехотный полк, 56-й пехотный полк, 85-й пехотный полк, 193-й пехотный полк, 251-й пехотный полк, телеграфно-прожекторный полк, самокатный батальон, 2-я авторота, 22-я авторота). Также на их стороне было 869 человек так называемых «двинцев» — бывших солдат Северного фронта Русской императорской армии, заключённых в тюрьму в городе Двинск (Двинский уезд, Витебская губерния, Российская империя; ныне — Даугавпилс, Латвийская Республика).
Таким образом, к началу восстания революционеры насчитывали 5—6 тысяч человек, за первый же день восстания она выросла не менее чем в 2 раза, а всего в ходе восстания участвовало более 60 000 человек. Большевики испытывали нехватку оружия, но на железнодорожной станции они нашли вагоны с 40 000 винтовками.
В день начала восстания Городская дума учредила Комитет общественной безопасности во главе с членом партии СР Вадимом Викторовичем Рудневым и полковником Константином Ивановичем Рябцевым. Войска контрреволюционеров были гораздо скуднее: юнкера Александровского и Алексеевского военных училищ, 6 школ прапорщиков, сотня казаков, воспитанники старших курсов кадетских корпусов, молодёжные отряды и офицеры, временно находящиеся в Москве. Суммарно силы насчитывали 15 000 человек, а также 5000 человек так называемой «домовой охраны» — ядра всех сил Временного правительства в Москве, сформированного из хорошо вооружённых офицеров и юнкеров.
Главным образом, антибольшевистские силы рассчитывали на подмогу из других городов. 9 ноября из Ставки Верховного главнокомандующего пришла телеграмма о том, что в Москву направлены гвардейские части и артиллерия с Юго-Западного и Западного фронтов.
Революционеры контролировали окраины Москвы, вокзалы, а также размещали в Кремле небольшую часть своих сил — 5 рот 56-го пехотного полка и, с 8 ноября, ещё и рота 193-го полка. Комиссаром Кремля был назначен Емельян Михайлович Ярославский, комиссаром по выдаче оружия — прапорщик О. М. Берзин. Руководящие органы революционеров расположились в доме генерал-губернаторов (ныне — здание мэрии Москвы), расположенном на Тверской площади, и имели связь с районами.
Опорные пункты контрреволюционеров, по большей части, располагались в центре города. Ими являлись: здание Городской думы (в нём заседал Комитет общественной безопасности), гостиница «Метрополь» на Театральной площади, манеж на Моховой улице, штаб Московского военного округа на улице Пречистенка, здание Александровского военного училища на улице Знаменка, интендантские продовольственные склады и Московский Императорский лицей в память Цесаревича Николая Министерства народного просвещения на Крымской площади. Что касается районов Москвы, то контрреволюционеров там представляли 5-я школа прапорщиков (Хамовническо-Дорогомиловский район), здание Алексеевского военного училища (Басманный район) и Крутицкие казармы (Рогожский район). Юнкера защищали Кремль и не давали большевикам получить оружие.
На следующий день, 8 ноября, по настоянию председателя Московского совета рабочих депутатов Виктора Павловича Ногина, между Военно-революционным комитетом и Комитетом общественной безопасности состоялось мирное соглашение. Согласно ему, ВРК обязывался вывести из Кремля роту 193-го пехотного полка, а КОБ — снять оцепление. На следующее утро рота Ярославского покинула Кремль, но юнкера не сняли оцепление. В этот же день, 9 ноября, Рябцев предъявил ВРК ультиматум, согласно которому большевики обязывались расформировать комитет и вывести из Кремля все революционные воинские части.
Юнкера двинулись в наступление к Москворецкому, Каменному и Крымскому мостам. Вечером, на Красной площади они столкнулись с четырьмя ротами «двинцев», последние понесли значительные потери (до 70 человек), был убит командир «двинцев» — Е. П. Сапунов. Ночью юнкера совершили налёт на Дорогоммиловский ВРК, захватили два орудия и повредили несколько орудий 1-й артиллерийской бригады. Другой юнкерский отряд захватил Бородинский мост.
Утром 9 ноября Рябцев предложил Берзину сдать Кремль, заявив, что Москва находится в руках контрреволюционеров, а ВРК арестован. Берзин не знал действительного положения дел, поэтому открыл ворота Троицкой башни. Юнкера расстреляли 300 солдат 56-го пехотного полка, а также арестовали Берзина. Затем белогвардейцы закрепились в здании градоначальства, поставиви под угрозу здание Моссовета. Часть членов ВРК ушла в районы. Восстание начало переходить в оборону, и на улицах города начали появляться баррикады.
Однако, ВРК и Центральный совет профсоюзов начали агитацию среди рабочих, благодаря чему численность красногвардейцев значительно увеличилась, после чего восставшие снова перешли в наступление. Из Замоскворечья на Крымский и Каменный мосты выдвинулись революционные отряды. Большевики не смогли овладеть Каменным мостом, так как были остановлены пулемётным огнём, но закрепились на Софийской и Берсеневской набережных. Однако революционеры смогли прорваться через Крымский мост и завязали бои в районе улиц Остоженка и Пречистенка. Замосквореченские отряды соединились с Хамовническими и начали совместное наступление на лицей и интендантские склады. Отряды Благуше-Лефортовского, Бутырского и Пресненского районов наступали на Алексеевское училище.

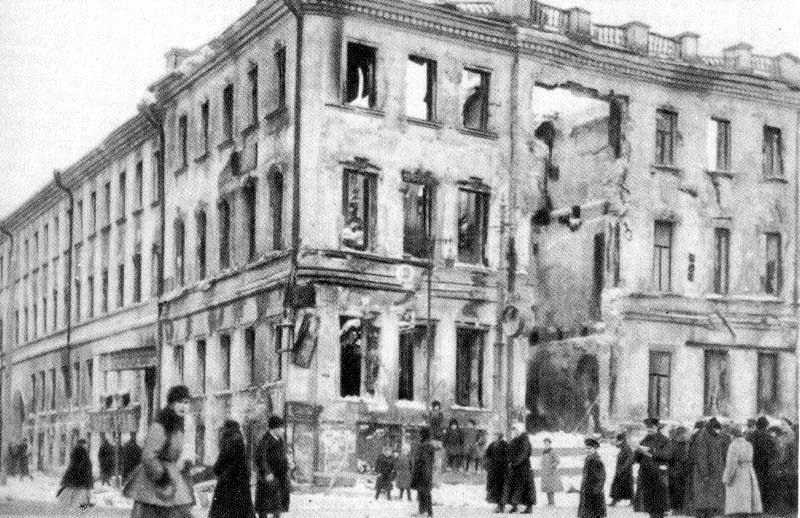
Разрушенная в ходе восстания площадь Никитские ворота.

К концу дня красногвардейцы обложили центр города. Белые не получили подкрепления: рабочие с Вязьмы и Тулы остановили эшелоны с казаками. 10 ноября отряд из дружинников и солдат 55-го и 85-го пехотных полков, самокатного батальона и «двинцев» захватил здание градоначальства. Одновременно были захвачены Тверская улица и часть улицы Охотный ряд. К вечеру красными были отбиты почта и телеграф. Пресненские дружины пошли на площадь Никитские ворота.
В ночь на 12 ноября, в 12 часов ночи ВРК пошёл на перемирие, длившееся ровно сутки. В ночь на 13 ноября ВРК запросил подмоги из других городов. В Москву отправились 350 человек из Серпухова, 800 — из Подольска, 400 — из Звенигородского уезда Московской губернии, 150 — с Мытищинского завода, а также из других городов. Также на помощь отправились дружины Шуйско-Ивановского района во главе с Михаилом Васильевичем Фрунзе, солдаты из Петрограда (если точнее, из 428-й Лодейнопольского полка, а также матросы с крейсера 1-го ранга «Аврора», линейного корабля «Гангут» и других) под командованием Фёдора Фёдоровича Раскольникова, Константина Степановича Еремеева и И. С. Вегера. Суммарно, на помощь московским революционерам из других городов прибыло более 10 000 человек.

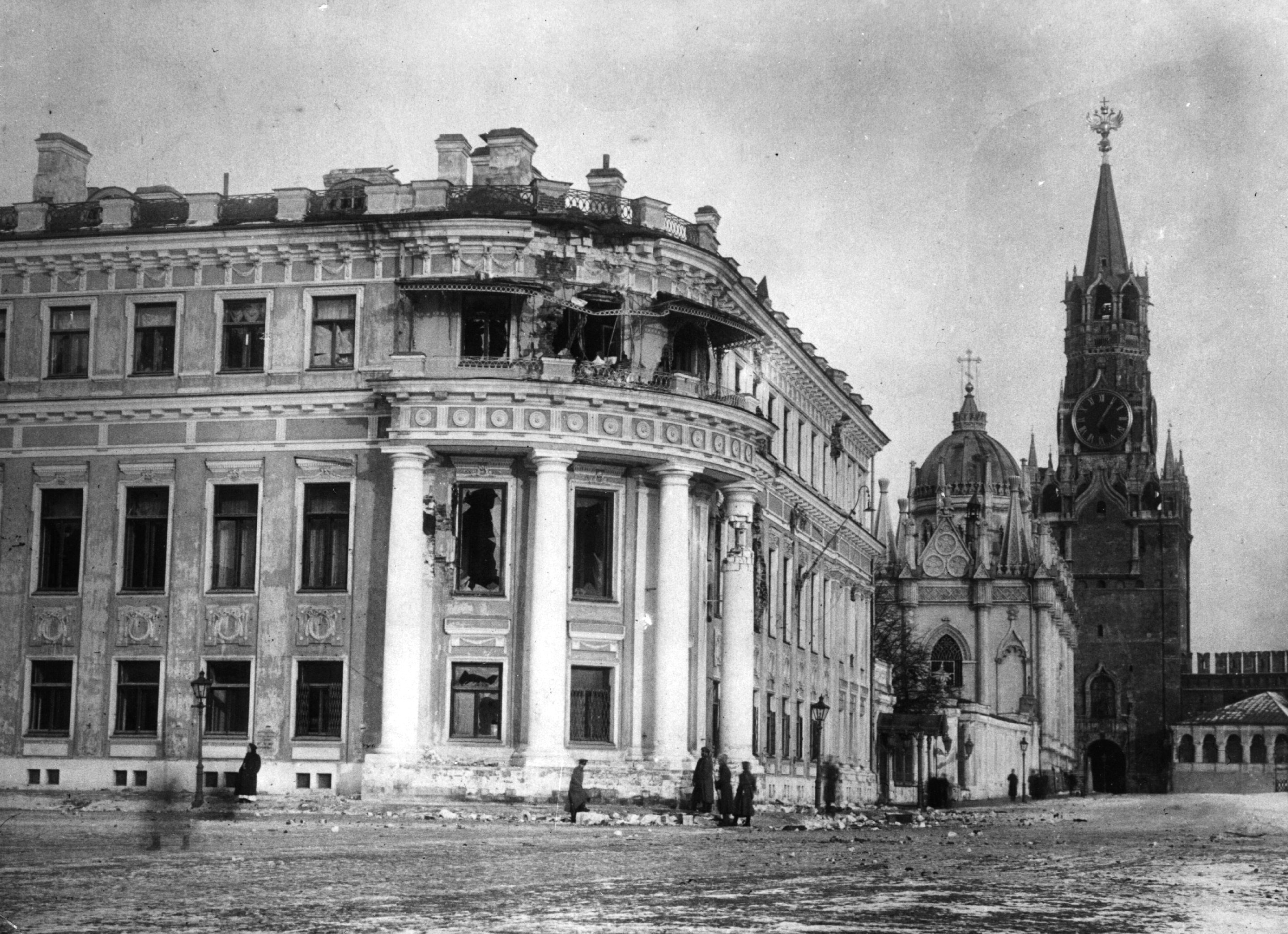
Повреждённый артиллерийским огнём в ходе восстания Малый Николаевский дворец

К вечеру 13 ноября в руках белогвардейцев был лишь Кремль и прилегающие к нему территории: ближайшие кварталы, улицы Пречистенка и Остоженка, Гоголевская площадь (ныне — Арбатская), участок Садового кольца возле Смоленской площади, а также площадь Никитские ворота.

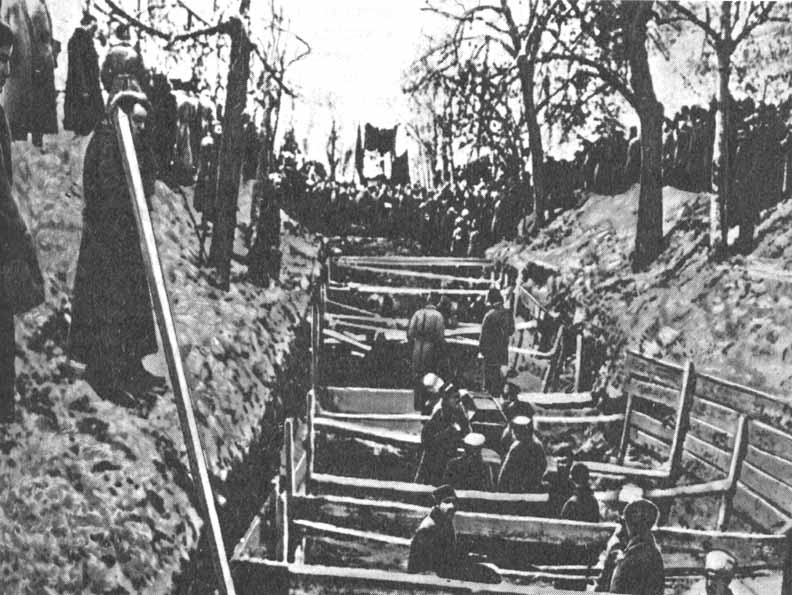
Похороны погибших при восстании

14 ноября большевики захватили здания Исторического музея и Городской думы. Комитет общественной безопасности укрылся в Кремле, по нему вёлся артиллерийский огонь с Вшивой горки (или Швивой), с Воробьёвых гор, из Китай-города и с Крымского моста. Утром 15 ноября Руднев, понимая бессмысленность сопротивления, пошёл на переговоры в прекращении вооружённой борьбы с ВРК. Однако, во время проведения переговоров, бои не прекращались. Красные с боем взяли «Метрополь», орудия на Никольской улице обстреливали Никольскую башню. Продолжали сопротивление Александровское училище и 5-я школа прапорщиков. В 17 часов вечера договор о капитуляции был подписан, а в 21 час ВРК отдал приказ о прекращении огня, однако, фактически, бои велись всю ночь на 16 ноября. Утром красногвардейцы вступили в Кремль. Днём были разоружены юнкера Александровского училища и других пунктов, что сопровождалось массовыми расстрелами. В этот день ВРК обратился с манифестом к гражданам Москвы, извещавшим о победе большевиков. В ходе восстания было убито около тысячи человек, по другим данным — несколько сотен.
Некоторым юнкерам удалось избежать расстрела, благодаря чему они, перебравшись на юг, впоследствии стали частью Добровольческой армии.
Погибшие при восстании революционеры были похоронены близ Кремлёвской стены, контрреволюционеры — на Братском кладбище (ныне — Мемориально-парковый комплекс героев Первой мировой войны).
На II Всероссийском съезде Советов рабочих и солдатских депутатов был продекларирован переход власти к советам и образование Российской Советской Федеративной Социалистической Республики, что ознаменовало конец Российской империи.